# Ruska invazija na Ukrajino
Rusija je 24. februarja 2022 napadla Ukrajino in s tem močno zaostrila rusko-ukrajinsko vojno, ki se je začela leta 2014. Invazija, ki velja za največji evropski spopad po drugi svetovni vojni, je zahtevala več desettisoč civilnih ter več stotisoč vojaških življenj. Ruska vojska v letu 2025 okupira okoli 20 % ukrajinskega ozemlja. Od 41 milijonov prebivalcev Ukrajine je bilo približno 8 milijonov Ukrajincev notranje razseljenih, več kot 8,2 milijona pa jih je do aprila 2023 zbežalo iz države, kar je povzročilo največjo begunsko krizo v Evropi po drugi svetovni vojni.
Pred dokončnim propadom sporazumov iz Minska je konec leta 2021 Rusija nakopičila vojake blizu ukrajinskih meja in podala zahteve, vključno s prepovedjo pridružitve Ukrajine vojaški zvezi NATO. Po tem ko je večkrat zanikal načrte za napad na Ukrajino, je ruski predsednik Vladimir Putin 24. februarja 2022 napovedal »posebno vojaško operacijo« z besedami, da naj bi podprla odcepljeni republiki Doneck in Lugansk, ki ju podpira Rusija in katerih paravojaške sile so se borile proti Ukrajini v vojni v Donbasu od leta 2014. Putin je zagovarjal iredentistična stališča, izpodbijal državnost Ukrajine in trdil, da v Ukrajini vladajo neonacisti, ki preganjajo etnično rusko manjšino. Dejal je, da je cilj »demilitarizacija« in »denacifikacija« Ukrajine. Ruski zračni napadi in kopenska invazija so potekali na severni fronti iz Belorusije proti prestolnici Kijevu, na južni fronti iz Krima in na vzhodni fronti iz Donbasa proti Harkovu. Ukrajina je uvedla vojno stanje, ukazala splošno mobilizacijo in prekinila diplomatske odnose z Rusijo.
Ruske enote so se do aprila 2022 umaknile s severne fronte, potem ko so naletele na logistične težave in močan ukrajinski upor. Po njihovem umiku je bil odkrit pokol v Buči. Na jugovzhodu je Rusija začela ofenzivo v Donbasu in po uničujočem obleganju zavzela Mariupol. Rusija je nadaljevala z bombardiranjem vojaških in civilnih ciljev daleč od fronte in v zimskih mesecih udarila po energetskem omrežju. Konec leta 2022 je Ukrajina sprožila uspešni protiofenzivi na jugu in vzhodu ter si povrnila nadzor nad večjim delom Harkovske oblasti. Kmalu zatem je Rusija napovedala priključitev štirih delno okupiranih oblasti. Novembra je Ukrajina povrnila nadzor nad mestom Herson. Junija 2023 je Ukrajina sprožila še eno protiofenzivo na jugovzhodu, a dosegla le malo uspehov. Po majhnem, a vztrajnem ruskem napredovanju na vzhodu v prvi polovici leta 2024 je Ukrajina avgusta istega leta začela čezmejno ofenzivo na rusko Kursko oblast, med katero se je v vojno neposredno vključila Severna Koreja, ki je že pred tem Rusiji nudila vojaško pomoč v velikem obsegu. 

Invazijo je mednarodna skupnost močno obsodila. Generalna skupščina Združenih narodov je marca 2022 sprejela resolucijo, v kateri je obsodila napad in zahtevala popoln umik ruskih sil. Mednarodno sodišče je Rusiji odredilo prekinitev vojaških operacij, Svet Evrope pa je Rusijo izključil. Številne države so uvedle sankcije proti Rusiji in njeni zaveznici Belorusiji ter Ukrajini zagotovile humanitarno in vojaško pomoč. Protesti so potekali po vsem svetu, v Rusiji pa so se protestniki soočili z množičnimi aretacijami in povečano cenzuro medijev. Dostop do ruskih medijev je bil zaradi širjenja propagande onemogočen v Evropski uniji. Z vojno povezane motnje v ukrajinskem kmetijstvu in ladijskem prometu so prispevale k svetovni prehranski krizi, z vojno povezana okoljska škoda pa je bila opisana kot ekocid. Mednarodno kazensko sodišče je začelo preiskavo o morebitnih zločinih proti človeštvu, vojnih zločinih, ugrabitvah otrok in genocidu med invazijo ter izdalo šest nalogov za prijetje: za Putina in Marijo Lvovo-Belovo ter za vojaške uradnike Sergeja Kobilaša, Viktorja Sokolova, Sergeja Šojguja in Valerija Gerasimova.

## Terminologija
Ruske oblasti vojno vztrajno imenujejo »posebna vojaška operacija« (rusko специальная военная операция, pogosto s kratico »SVO«). Izraz »posebna vojaška operacija« se poleg »ukrajinska kriza« pojavlja tudi v kitajskih državnih medijih.
Ukrajina v uradnih dokumentih vrhovne rade uporablja izraz »oborožena agresija Ruske federacije proti državni suverenosti Ukrajine« (ukrajinsko оборо́жена агре́сія Росі́йської Федера́ції про́ти держа́вного сувере́нітету Украї́ни).
Organizacija združenih narodov v resolucijah uporablja izraz »ruska agresija na Ukrajino«. Podobna terminologija se uporablja tudi v večini preostalih držav (»vojna Rusije proti Ukrajini«, »ruska invazija na Ukrajino« itd.), pojavlja se pa tudi širši izraz za vojno od 2014 naprej (»rusko-ukrajinska vojna«) in  »vojna v Ukrajini«.

## Ozadje
Po razpadu Sovjetske zveze leta 1991 sta novonastali samostojni republiki Ukrajina in Rusija ohranili tesne vezi. Ukrajina se je leta 1994 strinjala, da bo podpisala Pogodbo o neširjenju jedrskega orožja in odstranila sovjetsko jedrsko orožje na svojem ozemlju. V zameno so se Rusija, Združeno kraljestvo in Združene države Amerike v Budimpeškem memorandumu zavezale, da bodo spoštovale ozemeljsko celovitost Ukrajine. Leta 1999 sta bili Rusija in Ukrajina med podpisnicami Listine o evropski varnosti, ki je »ponovno potrdila neodtujljivo pravico vsake države podpisnice, da svobodno izbere ali spremeni svojo varnostno ureditev, vključno z zavezniškimi pogodbami« ob zavezi, da »nobena sodelujoča država ne bo krepila svoje varnosti na račun varnosti drugih držav«. Po razpadu Sovjetske zveze se je več držav nekdanjega vzhodnega bloka pridružilo zvezi NATO, deloma zaradi regionalnih varnostnih groženj, kot so bile ruska ustavna kriza leta 1993, vojna v Abhaziji (1992–1993) in prva čečenska vojna (1994–1996). Ruski voditelji so trdili, da so se bile zahodne sile zavezale, da se Nato ne bo širil proti vzhodu, kar je do danes ostalo sporno. V začetku leta 2008 je državni vrh Ukrajine zaprosil NATO za akcijski načrt za članstvo. Odziv obstoječih članic je bil mešan, med drugim zaradi bojazni pred krizo v rusko-ukrajinskih odnosih. Zavezništvo je na koncu na vrhu v Bukarešti prošnjo Ukrajine (in Gruzije) za začetek pristopnega procesa zavrnilo, vendar podalo izjavo, v kateri se je strinjalo, da »bosta ti državi postali članici Nata«. Vladimir Putin je kandidaturi držav za članstvo v Natu odločno nasprotoval, ruski zunanji minister Sergej Lavrov pa je dejal, da bo Rusija storila vse, kar je v njeni moči, da bi preprečila njun sprejem.
Novembra 2013 je ukrajinski predsednik Viktor Janukovič ob pritisku Rusije zavrnil podpis pridružitvenega sporazuma z Evropsko unijo (EU), pri čemer je ovrgel sklep vrhovne rade, in se namesto tega odločil za tesnejše vezi z Evrazijsko ekonomsko unijo posovjetskih držav. To je sprožilo val proevropskih protestov, znanih kot evromajdan, ki so se končali z odstavitvijo Janukoviča februarja 2014 in kasnejšimi proruskimi nemiri v vzhodnih in južnih delih Ukrajine. Ruski vojaki brez oznak so z orožjem prevzeli nadzor nad strateškimi položaji in infrastrukturo na ukrajinskem ozemlju Krima ter zasedli krimski parlament.
Marca si je po mednarodno večinsko nepriznanem referendumu Rusija priključila Krim. Ruska neoimperialna gibanja so si prizadevala za priključitev več ukrajinskih ozemelj, vključno s celotnim jugom Ukrajine, ti. »Novorosijo«. Govor Vladimirja Putina po priključitvi Krima je analitik Vladimir Socor označil za »manifest velikoruskega iredentizma«.
  

Temu je sledila vojna v Donbasu, ki se je začela aprila 2014 z ustanovitvijo dveh mednarodno nepriznanih separatističnih entitet, ki ju je podpirala Rusija: Donecke in Luganske ljudske republike. V spopade so bile vključene tudi ruske enote. Septembra 2014 in februarja 2015 so bili podpisani sporazumi iz Minska, ki so bili namenjeni ustavitvi spopadov, a so premirja večkrat propadla. Sporazumi so poleg razoroževanja predvidevali reformo ukrajinske ustave s ključnim elementom decentralizacije, ki bi dale prebivalcem Donecke in Luganske oblasti večjo lokalno samoupravo, in tamkajšnjo izvedbo lokalnih volitev po ukrajinski zakonodaji.  Izvedbo reform, ki je imela časovni rok konec leta 2015, so onemogočali tudi protesti na kijevskih ulicah. Določila sporazumov se niso dosledno uresničevala zaradi njihove različne interpretacije na ukrajinski in na ruski strani. Pariški vrh v normadijskem formatu decembra 2019, ki ga je z ukrajinske strani vodil novoizvoljeni predsednik Zelenski, ni prinesel bistvenih rezultatov. Kljub napovedi nadaljnjih srečanj voditeljev v tem formatu do njih več ni prišlo. 
Leta 2021 je Putin med zbiranjem vojske v bližini ukrajinske meje zavrnil pobudo Zelenskega k pogovorom na visoki državniški ravni, češ da ni pravi naslov za pogovore glede vojne v Donbasu. Ruska vlada pa je nato podprla članek nekdanjega ruskega predsednika Dmitrija Medvedjeva, v katerem je trdil, da je nesmiselno sodelovati z Ukrajino, dokler ta ostaja »vazal ZDA«.
Julija 2021 je Putin objavil esej z naslovom »O zgodovinski enotnosti Rusov in Ukrajincev«, v katerem je trdil, da so Rusi in Ukrajinci »en narod«. Ameriški zgodovinar Timothy Snyder je Putinove ideje označil za imperialistične. Britanski novinar Edward Lucas jih je označil za zgodovinski revizionizem. Drugi opazovalci so ugotavljali, da ima rusko vodstvo izkrivljen pogled na sodobno Ukrajino in njeno zgodovino.
Pomladi leta 2021 se je vojna v Donbasu ponovno zaostrila. Aprila 2021 je Rusija blizu meje z Ukrajino in na okupiranem Krimu v okviru vojaških vaj zbrala večje količine vojaštva, ki so bile po ruskih navedbah med drugim odziv na Natove vaje Defender-Europe 21, vendar je bilo tovrstno opravičevanje kopičenja označeno kot šibko. Po oceni Centra za strateške in mednarodne študije bi to lahko bila posledica nedavne inavguracije ameriškega predsednika Joeja Bidna, ki je podprl Ukrajino in nakazal pripravljenost za povečanje obrambne pomoči, kar naj bi Rusijo spodbudilo k preventivnemu ukrepanju oz. demonstraciji svoje moči zvezi NATO. Na prošnjo ukrajinskih oblasti so zahodne države začele povečevati vojaško pomoč Ukrajini, vključno z dobavo napadalnega orožja. Rusko ustrahovanje z vojno je spremenilo tudi politiko Zelenskega, ki je prvič popolnoma podprl vstop v NATO.
Konec leta 2021 je Rusija na ukrajinski meji ponovno zbrala večje količine vojaštva, hkrati pa Ukrajino obtoževala kopičenja vojske v Donbasu. V Donbasu se je stopnjevala tudi napetost med separatističnimi silami z rusko podporo in ukrajinsko vojsko. Zvezi NATO je Rusija poslala več predlogov, s katerimi naj bi želela urediti medsebojne odnose, ki so po njeni oceni postali grožnja ruski varnosti. V njih je med drugim zahtevala, da Ukrajina ne postane članica zveze NATO. Različni politični analitiki in diplomati so menili, da je Rusija zavestno postavljala nerealne zahteve, za katere je vedela, da ne bodo izpolnjene, z namenom ustvarjanja vtisa diplomatskih prizadevanj in kot možen izgovor za napad na sosedo. ZDA in NATO so zavrnile ruske predloge o varnostnih zagotovilih in nedopustitvi sprejema Ukrajine v NATO (saj bi Rusiji s tem de facto podelili pravico do veta na članstvo v zvezi in nadzor nad zunanjo politiko Ukrajine), kakršnakoli nadaljnja pogajanja glede ostalih tem pa je pogojil z ustavitvijo priprav na invazijo.

## Uvod
Marca in aprila 2021 je Rusija začela obsežno krepitev vojaške prisotnosti v bližini obmejnih območij z Ukrajino. Druga faza povečevanja prisotnosti enot je potekala v Rusiji in Belorusiji med oktobrom 2021 in februarjem 2022. Namere za napad Ukrajine so predstavniki ruske vlade večkrat zanikali; med drugimi tiskovni predstavnik Dmitrij Peskov 28. novembra 2021, namestnik zunanjega ministra Sergej Rjabkov 19. januarja 2022, ruski veleposlanik v ZDA Anatolij Antonov 20. februarja 2022  in ruski veleposlanik na Češkem Aleksander Zmejevski 23. februarja 2022. Medtem je 22. februarja Svet ruske federacije odobril uporabo vojaške sile zunaj države. Ruska vojska je v Donbas vstopila že 21. februarja pod pretvezo "mirovniške misije", Ukrajina pa je 22. februarja vpoklicala rezerviste.

### Razlogi
Putinov glavni svetovalec za nacionalno varnost Nikolaj Patrušev je dejal, da je Zahod že leta v neuradni vojni z Rusijo. V posodobljeni ruski strategiji nacionalne varnosti, objavljeni maja 2021, je navedeno, da lahko Rusija uporabi »nasilne metode«, da »prepreči ali odvrne sovražna dejanja, ki ogrožajo suverenost in ozemeljsko celovitost Ruske federacije«. Po navedbah virov so odločitev o napadu na Ukrajino sprejeli Putin in majhna skupina militaristov v njegovem ožjem krogu, vključno s Patruševim in ruskim obrambnim ministrom Sergejem Šojgujem.
Med drugim povečevanjem ruske vojaške prisotnosti je Rusija od ZDA in Nata zahtevala, da se vključita v pravno zavezujočo zavezo, ki bi Ukrajini prepovedala pridružitev Natu, ter poleg tega zahtevala zmanjšanje števila enot in količine vojaške opreme Nata, nameščene v Vzhodni Evropi. Hkrati je Rusija zagrozila z nedoločenim vojaškim odgovorom, če bo Nato še naprej sledil »agresivni liniji«. Te zahteve so bile večinoma interpretirane kot neizvedljive; nove članice Nata v Srednji Evropi so se zavezništvu pridružile, ker so imele raje varnost in gospodarske priložnosti, ki jih ponujata Nato in EU, njihove vlade pa so iskale zaščito pred ruskim iredentizmom. Formalna pogodba, ki bi Ukrajini preprečila vstop v Nato, bi bila v nasprotju z Natovo politiko »odprtih vrat«, ki jo določa pogodba, kljub temu da se Nato na ukrajinske prošnje za vstop ni odzval z navdušenjem. Emmanuel Macron in Olaf Scholz sta si februarja prizadevala za preprečitev vojne. Macron se je sestal s Putinom, vendar ga ni uspel prepričati, naj ne nadaljuje z napadom. Scholz je Putina posvaril pred strogimi sankcijami, ki bi bile uvedene v primeru invazije. Scholz je v poskusu dogovora Zelenskemu tudi dejal, naj se odpove prizadevanjem za vstop v Nato in razglasi nevtralnost, vendar je Zelenski dejal, da Putinu ni mogoče zaupati, da bo spoštoval takšen dogovor.

### Ruska naznanitev »posebne vojaške operacije«
24. februarja pred 5. uro zjutraj po kijevskem času je Putin napovedal »posebno vojaško operacijo« v vzhodni Ukrajini in »dejansko napovedal vojno Ukrajini«. Putin je v svojem govoru dejal, da ne namerava zasesti ukrajinskega ozemlja in da podpira pravico ukrajinskega ljudstva do samoodločbe. Dejal je, da je namen operacije »zaščititi ljudi« v pretežno rusko govoreči regiji Donbas, ki se po njegovih besedah »že osem let soočajo s poniževanjem in genocidom, ki ga izvaja režim v Kijevu«. Putin je dejal, da si Rusija prizadeva za »demilitarizacijo in denacifikacijo« Ukrajine. V nekaj minutah po Putinovi napovedi so poročali o eksplozijah v Kijevu, Harkovu, Odesi in regiji Donbas. V domnevnem poročilu, ki je prišlo v javnost iz Zvezne varnostne agencije (FSB), je bilo navedeno, da obveščevalna agencija ni bila seznanjena s Putinovim načrtom napada na Ukrajino. Ruska vojska je v Ukrajino vstopila s severa iz Belorusije (proti Kijevu), s severovzhoda iz Rusije (proti Harkovu), z vzhoda iz Donecke ljudske republike in Luganske ljudske republike ter z juga iz Krima. Ruska oprema in vozila so bila označena z belim vojaškim simbolom Z (črka, ki ni v cirilici), kar naj bi bil ukrep za preprečevanje prijateljskega ognja.
Zelenski je takoj po napadu razglasil vojno stanje v Ukrajini. Še isti večer je ukazal splošno mobilizacijo vseh ukrajinskih moških, starih od 18 do 60 let, in jim prepovedal zapustiti državo.
Rusija je vojno vztrajno imenovala »posebna vojaška operacija« in kaznovala medije ter ljudi, ki so jo poimenovali vojna. Več kot dve leti po začetku invazije je marca 2024 tiskovni predstavnik Kremlja vojno prvič uradno izjavil, da »de iure še vedno gre za posebno vojaško operacijo, ampak de facto je ta postala vojna«.

## Potek invazije
Invazija se je začela ob zori 24. februarja in bila označena kot največji napad na evropsko državo in prvo obsežno vojno v Evropi po drugi svetovni vojni. Potekala je istočasno s kopnega in zraka, z raketnimi napadi na cilje po vsej Ukrajini in ruskimi pehotnimi in motoriziranimi enotami, ki so v Ukrajino vdrle s severa, vzhoda in juga. Rusija po začetku invazije ni uradno napovedala vojne. Prvi spopadi so potekali v Luganski oblasti v bližini vasi Milove na meji z Rusijo ob 3:40 po kijevskem času. Glavni pehotni in tankovski napadi so potekali v štirih smereh, ki so tvorile severno fronto, ki je iz Belorusije krenila proti Kijevu, južno fronto s Krima, jugovzhodno fronto iz Donbasa in vzhodno fronto iz Rusije proti Harkovu in Sumiju. Ruska vozila so bila označena z belim vojaškim simbolom Z (necirilična črka), kar naj bi bil ukrep za preprečevanje prijateljskega ognja.
Takoj po začetku invazije je Zelenski v prvem video govoru razglasil vojno stanje v Ukrajini. Istega večera je ukazal splošno mobilizacijo vseh ukrajinskih moških, starih od 18 do 60 let, in jim prepovedal zapustiti državo. Po poročilih naj bi plačanci skupine Wagner in Kadirovci, ki jih je najel Kremelj, večkrat poskušali atentirati Zelenskega, vključno v operaciji, v kateri naj bi sodelovalo več sto plačancev, ki naj bi prodrli v Kijev z namenom uboja ukrajinskega predsednika. Ukrajinska vlada je dejala, da so jim načrte posredovali protivojni uradniki ruske FSB. Zelenski je v svojem prvem in naslednjem video sporočilu nastopil kljubovalno, v drugem 25. februarja pa pokazal, da je s svojim kabinetom še vedno v Kijevu. 26. februarja se je sestala zveza Nato in njene države članice so Ukrajini obljubile vojaško pomoč, 27. februarja pa je Nemčija invazijo označila za zgodovinsko prelomnico. Putin je še istega dne zvečer v stanje pripravljenosti dal t.i. odvračalne sile, ki vključujejo tudi jedrsko orožje.
Ruska invazija je naletela na nepričakovano silovit ukrajinski upor. Rusiji ni uspelo zavzeti Kijeva, saj so bili njeni napadi odbiti v predmestnih bitkah v Irpinu, Gostomelu in Buči. Ruska vojska je skušala obkoliti prestolnico, vendar je obrambnim silam pod poveljstvom Oleksandra Sirskija uspelo zadržati teren in učinkovito uporabiti zahodno orožje, vključno s protitankovskimi raketami Javelin in protiletalskimi raketami Stinger, kar je raztegnilo kratke ruske oskrbovalne linije in ustavilo ofenzivo. Ukrajina je pri obrambi uporabljala tudi razstreljene jezove in umetno poplavljena območja.
Na južni fronti so ruske sile do 2. marca zavzele Herson, glavno mesto regije. 9. marca je kolona ruskih tankov in oklepnih vozil v Brovariju padla v ukrajinsko zasedo, utrpela hude izgube in se bila prisiljena umakniti. Na zahodni fronti je ruska vojska uporabila taktiko obleganja ključnih mest Černigova, Sumi in Harkova, vendar jih zaradi močnega odpora in logističnih težav ni uspela zavzeti. V Mikolajivski oblasti so ruske sile napredovale vse do Voznesenska, vendar so bile odbite in potisnjene nazaj južno od Mikolajiva. 25. marca je rusko obrambno ministrstvo sporočilo, da je »prva faza« tako imenovane »vojaške operacije v Ukrajini« na splošno končana, da so ukrajinske vojaške sile utrpele hude izgube in da se bo ruska vojska zdaj osredotočila na »osvoboditev Donbasa«. »Prva faza« invazije je potekala na štirih frontah, vključno s fronto proti zahodnemu Kijevu iz Belorusije, ki jo je vodilo rusko vzhodno vojaško okrožje, sestavljeno iz 29., 35. in 36. kombinirane armade. Drugo os, ki jo je Centralni vojaško okrog (severovzhodna fronta) iz Rusije vodil proti vzhodnemu Kijevu, sta sestavljali 41. kombinirana armada in 2. gardna kombinirana armada.
Tretjo os je proti Harkovu vodilo Zahodno vojaško okrožje (vzhodna fronta) s 1. gardno tankovsko armado in 20. kombinirano armado. Četrta, južna, fronta iz smeri okupiranega Krima in v ruske Rostovske oblasti z vzhodno osjo proti Odesi in zahodnim območjem delovanja proti Mariupolu, je potekala pod nadzorom Južnega vojaškega okrožja in vključevala 58., 49. in 8. kombinirano armado, slednja poveljuje tudi 1. in 2. armadnemu korpusu ruskih separatističnih sil v Donbasu. Do 7. aprila so se enote ruskega Vzhodnega vojaškega okroga, umaknile iz ofenzive v Kijevu, očitno zato, da bi obnovile zaloge in se nato premestile v Donbas ter okrepile obnovljeno invazijo na jugovzhod Ukrajine. Severovzhodna fronta, poveljujoča s strani Centralnega vojaškega okrožja, je bila prav tako umaknjena zaradi oskrbe in premestitve v jugovzhodno Ukrajino. 26. aprila so se v letalskem oporišču Ramstein v Nemčiji sestali delegati ZDA in 40 zavezniških držav, da bi razpravljali o oblikovanju koalicije, ki bi Ukrajini zagotovila gospodarsko podporo ter vojaško oskrbo in opremo. Po Putinovem govoru ob dnevu zmage v začetku maja je direktorica ameriške nacionalne obveščevalne službe Avril Haines dejala, da ni pričakovati kratkoročne rešitve invazije.
Do 8. aprila je bil za vojaške operacije med invazijo zadolžen general Aleksander Dvornikov. 18. aprila je upokojeni generalpodpolkovnik Douglas Lute, nekdanji veleposlanik ZDA pri Nato, v intervjuju za PBS NewsHour poročal, da je Rusija premestila svoje enote za začetek novega napada na vzhodno Ukrajino, ki naj bi bil omejen na 150.000 do 190.000 prvotno razporejenih vojakov, čeprav so bile enote dobro preskrbljene iz ustreznih orožarskih zalog v Rusiji. Po Luteu je to v velikem nasprotju z obsežnim ukrajinskim naborom ukrajinskih državljanov moškega spola med 16 in 60 leti starosti, vendar brez ustreznih ter zelo omejenih zalog orožja v Ukrajini.
Ukrajino je omejevala odvisnost od opreme Zahoda, saj so se zahodne države bale, da bo Ukrajina dobavljeno orožje uporabila za napade na cilje v Rusiji. Vojaški strokovnjaki si glede prihodnosti konflikta niso bili enotni; nekateri so predlagali, da bi morala Ukrajina ozemlje zamenjali za mir, drugi pa, da lahko Ukrajina zaradi visokih ruskih izgub še naprej vzdržuje upor.
Do 30. maja so razlike med rusko in ukrajinsko artilerijo postale očitne, saj je ruska artilerija ukrajinsko prekašala tako v dometu kot v številu. V odgovor na Bidnovo navedbo, da bo Ukrajini zagotovljena okrepljena artilerija, je Putin sporočil, da bo Rusija razširila svojo invazijsko fronto in vključila nova mesta v Ukrajini, ter kot očitno maščevanje 6. junija po več tednih brez neposrednega napada ukazal raketni napad na Kijev. Namestnik vodje ukrajinske vojaške obveščevalne službe Vadim Skibitski je 10. junija 2022 med kampanjo v Severodonecku izjavil, da se bo prihodnost invazije odločala na frontah: »To je zdaj artilerijska vojna in v tem smislu izgubljamo. Zdaj je vse odvisno od tega, kaj nam bo dal Zahod. Ukrajina ima en artilerijski top proti 10 do 15 ruskih. Naši zahodni partnerji so nam dali približno 10 % tega, kar imajo.«
29. junija je Reuters poročal, da je direktorica nacionalne obveščevalne službe Avril Haines ob posodobitvi ameriške obveščevalne ocene ruske invazije dejala, da se ameriške obveščevalne agencije strinjajo, da se bo invazija nadaljevala »dlje časa... Skratka, slika ostaja precej mračna in odnos Rusije do Zahoda se zaostruje.« 5. julija je BBC poročal, da bo obsežno uničenje zaradi ruske invazije povzročilo ogromno finančno škodo ukrajinskemu gospodarstvu: »Ukrajina potrebuje 750 milijard dolarjev za načrt obnove in ruski oligarhi bi morali prispevati k stroškom, je na konferenci o obnovi v Švici povedal ukrajinski premier Denis Šmihal.«

### Začetek invazije (24. februar–7. april 2022)
Invazija se je začela 24. februarja iz Belorusije proti Kijevu in s severovzhoda proti mestu Harkov. Jugovzhodna fronta je potekala v obliki dveh ločenih bojnih linij, iz Krima in jugovzhoda proti Lugansku in Donecku.

#### Kijev in severna fronta
Ruska prizadevanja za zavzetje Kijeva so 24. februarja vključevala poskusni napad iz Belorusije proti jugu vzdolž zahodnega brega reke Dneper in kasnejšo obkolitev z zahoda, napad pa je bil podprt z dvema ločenima osema napada iz Rusije vzdolž vzhodnega brega reke Dneper: zahodno pri Černigovu in vzhodno pri Sumiju. Ti sta bili verjetno namenjeni obkolitvi Kijeva s severovzhoda in vzhoda.
Rusija je poskusila hitro zavzeti Kijev, pri čemer so se v mesto infiltrirale posebne enote Spetsnaza, ki so jih podpirale letalske operacije in mehanizacija s severa, vendar jim mesta ni uspelo zavzeti. Združene države so stopile v stik z Zelenskim in mu ponudile pomoč pri begu iz države, da ga ne bi ruska vojska ob zavzetju Kijeva poskušala ugrabiti ali ubiti; Zelenski je odgovoril: »Boj je tukaj; potrebujem strelivo, ne prevoza.« The Washington Post, ki je citat opisal kot »eno od najbolj citiranih verzov ruske invazije«, ni bil povsem prepričan o točnosti komentarja. Novinar Glenn Kessler je dejal, da izvira »iz enega samega vira, vendar se na prvi pogled zdi, da je dober«. Ruske sile, ki so iz Belorusije napredovale proti Kijevu, so prevzele nadzor nad mestoma duhov Černobil in Pripjat. Ruske zračnodesantne sile so poskušale zavzeti dve ključni letališči v bližini Kijeva in 26. februarja izvedle zračnodesantni napad na letališče Antonov ter podoben desant na letališče Vasilkov v bližini letalske baze Vasilkov.
V začetku marca je rusko napredovanje vzdolž zahodne strani Dnepra omejila ukrajinska obramba. 5. marca je velik ruski konvoj, ki naj bi bil dolg 64 km, le malo napredoval proti Kijevu. Londonski analitični center Royal United Services Institute (RUSI) je ocenil, da je rusko napredovanje s severa in vzhoda »zastalo«. Napredovanje iz Černigova se je večinoma ustavilo, saj se je tam začelo obleganje. Ruske sile so nadaljevale napredovanje proti Kijevu s severozahoda in do 5. marca zavzele Bučo, Gostomel in Vorzel, Irpin pa je 9. marca ostal sporen. Do 11. marca se je dolga kolona večinoma razpršila in skrila. 16. marca so ukrajinske sile začele protiofenzivo, da bi odbile ruske sile. Ker ruske sile niso mogle doseči hitre zmage v Kijevu, so svojo strategijo spremenile v vsesplošno bombardiranje in obleganje. 25. marca je ukrajinska protiofenziva ponovno zavzela več mest vzhodno in zahodno od Kijeva, vključno z Makarivom. Konec marca so se ruske enote na območju Buče umaknile proti severu. Ukrajinske sile so v mesto vstopile 1. aprila. Ukrajina je sporočila, da je ponovno zavzela celotno območje okoli Kijeva, vključno z Irpinom, Bučo in Gostomelom, v Buči pa je odkrila dokaze o vojnih zločinih. Generalni sekretar Nato Jens Stoltenberg je 6. aprila dejal, da je treba ruski »umik, oskrbo in premestitev« njihovih enot z območja Kijeva razumeti kot širitev Putinovih načrtov glede Ukrajine, in sicer s premestitvijo in koncentracijo sil v vzhodni Ukrajini. Kijev je bil razen posameznih raketnih napadov na splošno ostal nenapaden. Do enega je prišlo med obiskom generalnega sekretarja ZN Antónia Guterresa 28. aprila, ko se je z Zelenskim pogovarjal o preživelih obleganja Mariupola.

#### Severovzhodna fronta
Ruske sile so 24. februarja napredovale v Černigovsko oblast in v štirih dneh spopadov obkolile njeno upravno središče. Ukrajinske sile so 25. februarja izgubile nadzor nad mestom Konotop. Istega dne je bil izveden ločen napad na mesto Sumi, ki je oddaljeno le 35 km od rusko-ukrajinske meje. Napredovanje se je zataknilo v mestnih spopadih, ukrajinske sile pa so mesto uspešno zadržale in 28. februarja trdile, da je bilo po napadu brezpilotnega letala Bayraktar TB2 in topništva na veliko rusko kolono v bližini Lebedina v Sumski oblasti uničenih več kot 100 ruskih oklepnih vozil, več deset vojakov pa je bilo ujetih. Ruske sile so napadle tudi Ohtirko in uporabile termobarično orožje.
Frederick Kagan je 4. marca zapisal, da je bila sumska os takrat »najuspešnejša in najnevarnejša ruska smer napredovanja proti Kijevu«, in pripomnil, da je geografija ugodna za mehanizirano napredovanje, saj je teren »raven in redko poseljen ter ponuja malo dobrih obrambnih položajev«. Ruske sile, ki so potovale po avtocestah, so 4. marca dosegle Brovarij, vzhodno predmestje Kijeva. Pentagon je 6. aprila potrdil, da je ruska vojska zapustila Černigovsko oblast, v Sumijski oblasti pa, da še vedno potekajo boji. 7. aprila je guverner Sumijske oblasti dejal, da so ruske enote odšle, vendar so za seboj pustile eksplozivna sredstva in druge nevarnosti.

#### Južna fronta
24. februarja so ruske sile prevzele nadzor nad severnim krimskim kanalom, s čimer je Krim ponovno dobil pritok vode iz reke Dneper, ki je bila od polotoka odrezana od leta 2014. 26. februarja se je začelo obleganje Mariupola, ko se je napad pomaknil proti vzhodu mesta, kjer se je povezal s separatičnim delom Donbasa. Na poti so ruske sile vstopile v Berdjansk in ga zavzele. 1. marca so ruske sile napadle Melitopol in bližnja mesta. 25. februarja so se ruske enote iz DLR na poti do Mariupolu zapletle v spopade pri Pavlopilu. Do večera naj bi Ruska mornarica začela amfibijski napad na obalo Azovskega morja 70 km zahodno od Mariupola. Ameriški obrambni uradnik je dejal, da ruske sile s tega obalnega mostišča pošiljajo na tisoče marincev.
Ruski 22. armadni korpus se je 26. februarja približal jedrski elektrarni v Zaporožju in obkolil Energodar. Nastal je požar, vendar je ukrajinska vojska dejala, da je pomembna oprema ostala nepoškodovana. Tretja ruska napadalna skupina s Krima se je premaknila proti severozahodu in zavzela most čez Dneper. 2. marca so ruske enote zavzele Herson; to je bilo prvo večje mesto, ki je padlo v roke ruskim silam. Ruske enote so se premaknile proti Mikolajivu in ga dva dni pozneje napadle, vendar so jih ukrajinske sile odbile.
Po ponovnih raketnih napadih 14. marca v Mariupolu je ukrajinska vlada sporočila, da je umrlo več kot 2500 ljudi. Do 18. marca je bil Mariupol popolnoma obkoljen, spopadi so dosegli središče mesta in ovirali prizadevanja za evakuacijo civilistov. 20. marca so ruske bombe uničile umetniško šolo, v kateri je imelo zatočišče približno 400 ljudi. Rusi so zahtevali predajo, Ukrajinci pa so jo zavrnili. 24. marca so ruske sile vstopile v središče Mariupola. 27. marca je podpredsednica ukrajinske vlade Olga Stefanišina dejala, da je »več kot 85 odstotkov celotnega mesta uničenega«.
Putin je 29. marca v telefonskem pogovoru Emmanuelu Macronu povedal, da se bo bombardiranje Mariupola končalo šele, ko se bodo Ukrajinci predali. 1. aprila so ruske enote zavrnile varen vstop v Mariupol 50 avtobusom, ki so jih Združeni narodi poslali za evakuacijo civilistov, medtem ko so se v Istanbulu nadaljevali mirovni pogovori. Po umiku ruskih sil iz Kijeva je Rusija 3. aprila razširila napad na južno Ukrajino še bolj proti zahodu, z bombardiranjem Odese, Mikolajeva in jedrske elektrarne v Zaporožju.

#### Vzhodna fronta
Na vzhodu so ruske enote poskušale zavzeti Harkov, ki je od ruske meje oddaljen manj kot 35 km, vendar so naletele na močan ukrajinski upor. Ukrajinske vojaške sile so 25. februarja z raketami OTR-21 Točka napadle letalsko bazo Millerovo, pri čemer so po navedbah ukrajinskih uradnikov uničile več letal ruskih letalskih sil in povzročile požar. 28. februarja je bilo v Harkovu v raketnih napadih ubitih več ljudi. Vodja DLR Denis Pušilin je 1. marca sporočil, da so sile DLR skoraj v celoti obkolile mesto Volnovaha. 2. marca so bile ruske sile med napadom na mesto Severodoneck odbite. 2. marca so ukrajinske sile začele protiofenzivo na Gorlivko, ki je bila pod nadzorom DLR. Ruske sile so po enomesečni bitki Izjum zavzele 1. aprila 2022.
Rusko obrambno ministrstvo je 25. marca sporočilo, da si bo prizadevalo za zasedbo večjih mest v vzhodni Ukrajini. 31. marca je PBS News poročal o ponovnem obstreljevanju in raketnih napadih v Harkovu, ki so bili enako hudi ali hujši kot med mirovnimi pogovori z Rusijo v Istanbulu.
Med okrepljenim ruskim obstreljevanjem Harkova 31. marca je Rusija poročala o helikopterskem napadu na skladišče za oskrbo z nafto približno 35 km severno od meje v Belgorodu in za napad obtožila Ukrajino. Ukrajina je zanikala odgovornost. Do 7. aprila so se ruske invazijske enote in tankovske divizije ponovno začele zbirati okoli mest Izjum, Slovjansk in Kramatorsk, zato so ukrajinski vladni uradniki preostalim prebivalcem ob vzhodni meji Ukrajine svetovali, naj se v 2–3 dneh evakuirajo v zahodno Ukrajino, saj do takrat Ukrajina ni dobila orožja in streliva, ki so ji ga obljubili.

### Jugovzhodna fronta (8. april–5. september 2022)
Do 17. aprila se je zdelo, da ruski napredek na jugovzhodni fronti ovirajo vojaki, ki so se še naprej zadrževali v zapuščeni jeklarni Azovstal v Mariupolu.
Časopis The New York Times je 19. aprila potrdil, da je Rusija ponovno začela invazijsko fronto, imenovano »vzhodni napad«, na 480 km dolgi fronti od Harkova do Donecka in Luganska, hkrati pa so bili raketni napadi znova usmerjeni na Kijev na severu in Lvov v zahodni Ukrajini. Uradnik Nata je 30. aprila ruski napredek opisal kot »neenakomeren« in »majhen«. Anonimni ameriški obrambni uradnik je rusko ofenzivo označil za »zelo mlačno«, »v najboljšem primeru minimalno« in »anemično«. Junija 2022 je glavni tiskovni predstavnik Ministrstva za obrambo Ruske federacije Igor Konašenkov razkril, da so ruske enote razdeljene med armadni skupini »Center«, ki ji poveljuje generalpolkovnik Aleksander Lapin, in »Jug«, ki ji poveljuje general Sergej Surovikin. Lavrov je 20. julija napovedal, da bo Rusija na povečano vojaško pomoč, ki jo Ukrajina prejema iz tujine, odgovorila kot na utemeljitev razširitve svoje posebne vojaške operacije, ki bo vključevala cilje v Zaporožju in Hersonu.
Ruske kopenske sile so junija 2022 začele novačiti prostovoljne bataljone, da bi v okviru Zahodnega vojaškega okrožja oblikovale nov 3. armadni korpus, ki naj bi imel po ocenah od 15.500 do 60.000 pripadnikov. Njegove enote so bile napotene na fronto v času ukrajinske harkovske protiofenzive 9. septembra in se posledično pridružile ruskemu umiku, pri čemer so za seboj pustile tanke, pehotna bojna vozila in transporterje: 3. armadni korpus se je po mnenju Forbesa »raztopil« in imel skupaj z drugimi neregularnimi silami na bojišču majhen ali nični vpliv.

#### Padec Mariupola
13. aprila so ruske sile okrepile napad na železarno in jeklarno Azovstal v Mariupolu in preostale ukrajinske obrambne sile. Do 17. aprila so ruske sile obkolile tovarno. Ukrajinski premier Denis Šmigal je dejal, da so ukrajinski vojaki obljubili, da ne bodo upoštevali ponovnega ultimata o predaji in se bodo borili do zadnjega moža. Putin je 20. aprila dejal, da se lahko obleganje Mariupola šteje za taktično zaključeno, saj je 500 ukrajinskih vojakov, zasidranih v bunkerjih v železarni Azovstal, in približno 1000 ukrajinskih civilistov popolnoma odrezanih od kakršne koli pomoči.
Po več zaporednih srečanjih s Putinom in Zelenskim je generalni sekretar ZN Guterres 28. aprila dejal, da bo poskušal organizirati nujno evakuacijo preživelih v Azovstalu v skladu z zagotovili, ki jih je dobil od Putina ob obisku v Kremlju. Ruske enote so 30. aprila dovolile civilistom, da zapustijo območje pod zaščito ZN. Potem ko je 3. maja približno 100 ukrajinskih civilistov zapustilo jeklarno Azovstal, so ruske enote ponovno začele neprekinjeno obstreljevati jeklarno. 6. maja je The Telegraph poročal, da je Rusija uporabila termobarične bombe proti preostalim ukrajinskim vojakom, ki so izgubili stik z vlado v Kijevu; v svojih zadnjih sporočilih je Zelenski poveljnika oblegane jeklarne pooblastil, naj se po potrebi preda pod pritiskom povečanih ruskih napadov. Agencija Associated Press je 7. maja poročala, da so bili ob koncu tridnevne prekinitve ognja iz jeklarne Azovstal evakuirani vsi civilisti.
Po evakuaciji zadnjih civilistov iz bunkerjev v Azovstalu je tam ostalo zabarikadiranih skoraj dva tisoč ukrajinskih vojakov, 700 jih je bilo ranjenih; ti so zaprosili za vojaški koridor za evakuacijo, saj so pričakovali usmrtitev, če bi se predali Rusom. Ukrajinska pravda je 8. maja poročala o nestrinjanih v ukrajinskih enotah v Azovstalu in navedla, da je poveljnik ukrajinskih marincev, ki naj bi branili bunkerje v Azovstalu, nedovoljeno pridobil tanke, strelivo in osebje, zapustil položaj in pobegnil. Preostali vojaki so govorili o oslabljenem obrambnem položaju v Azovstalu, kar je omogočilo napredovanje ruskih napadalnih linij. Ilija Somolienko, namestnik poveljnika preostalih ukrajinskih enot, ki so se zabarikadirale v Azovstalu, je dejal: »V bistvu smo tukaj mrtvi. Večina nas to ve in zato se tako neustrašno borimo.«
Ukrajinski generalštab je 16. maja sporočil, da je garnizija v Mariupolu »izpolnila svojo bojno nalogo« in da se je začela končna evakuacija iz jeklarne Azovstal. Vojska je sporočila, da so 264 pripadnikov evakuirali v Olenivko pod ruskim nadzorom (kjer so jih kasneje velik del pobili), 53 »hudo ranjenih« pa so odpeljali v bolnišnico v Novoazovsku, ki je prav tako pod nadzorom ruskih sil. Po evakuaciji ukrajinskega osebja iz Azovstala so ruske sile in sile DLR v celoti nadzorovale vsa območja Mariupola. S koncem bitke se je končalo tudi obleganje Mariupola. Ruski tiskovni predstavnik Dmitrij Peskov je dejal, da je ruski predsednik Vladimir Putin zagotovil, da bodo z borci, ki so se predali, ravnali »v skladu z mednarodnimi standardi«, ukrajinski predsednik Volodimir Zelenski pa je v nagovoru dejal, da se »delo za vrnitev fantov domov nadaljuje, to delo pa zahteva previdnost — in čas«. Nekateri ugledni ruski zakonodajalci so vlado pozvali, naj zavrne izmenjavo zapornikov za pripadnike polka Azov.

#### Padec Severodonecka in Lisičanska
Ruski raketni napad na železniško postajo Kramatorsk v mestu Kramatorsk je bil izveden 8. aprila, v katerem naj bi umrlo najmanj 52 ljudi, od 87 do 300 pa je bilo ranjenih. Zelenski je 11. aprila dejal, da Ukrajina pričakuje novo veliko rusko ofenzivo na vzhodu. Ameriški uradniki so trdili, da se je Rusija umaknila ali bila odbita drugje v Ukrajini, zato je pripravljala umik, ponovno oskrbo in premestitev pehotnih in tankovskih divizij na jugovzhodno ukrajinsko fronto. Vojaški sateliti so 11. aprila posneli obsežne ruske konvoje pehotnih in mehaniziranih enot, ki so se iz Harkova proti Izjumu pomikale proti jugu, kar je bil očitno del načrtovane prerazporeditve ruskih severovzhodnih enot na jugovzhodno fronto invazije.
18. aprila, ko so ruske sile skoraj v celoti zavzele Mariupol, je ukrajinska vlada sporočila, da se je druga faza okrepljene invazije na regije Doneck, Lugansk in Harkov okrepila z razširjenimi invazijskimi silami, ki zasedajo Donbas.
BBC je 22. maja poročal, da je Rusija po padcu Mariupola okrepila ofenzivo v Lugansku in Donecku, pri čemer je raketne napade in intenzivno topniško obstreljevanje osredotočila na Severodoneck, največje mesto pod ukrajinskim nadzorom v Luganski oblasti.
23. maja so ruske sile vstopile v mesto Liman in ga do 26. maja popolnoma zavzele. 24. maja so ruske sile zavzele mesto Svitlodarsk. Reuters je 30. maja poročala, da so ruske enote prodrle na obrobje mesta Severodoneck. Washington Post je 2. junija poročal, da je Severodoneck na robu kapitulacije, saj je več kot 80 odstotkov mesta v rokah ruske vojske. 3. junija naj bi ukrajinske sile začele protinapad v Severodonecku. 4. junija so ukrajinski vladni viri trdili, da je bilo ponovno zavzetih 20 % ali več mesta.
12. junija so poročali, da je v kemični tovarni Azot v Severodonecku obleganih verjetno do 800 ukrajinskih civilistov (po ukrajinskih ocenah) in 300–400 vojakov (po ruskih virih). Ker se je ukrajinska obramba Severodonecka oslabila, so ruske enote začele intenzivneje napadati sosednje mesto Lisičansk, ki je bilo njihov naslednji cilj v invaziji. 20. junija so poročali, da so ruske enote še naprej utrjevale svoj položaj v Severodonecku in zavzemale okoliške vasi in zaselke v okolici mesta, nazadnje vas Metelkine.
24. junija je CNN poročal, da so ukrajinske oborožene sile zaradi nadaljevanja taktike požgane zemlje, ki jo uporabljajo napredujoče ruske enote, dobile ukaz za evakuacijo mesta; v kemični tovarni Azot v Severodenecku so za sabo pustile več sto civilistov, kar so nekateri primerjali s civilnimi begunci, ki so maja ostali v jeklarni Azovstal v Mariupolu. 3. julija je CBS objavil, da je rusko obrambno ministrstvo trdilo, da so ruske sile zavzele in zasedle mesto Lisičansk. Britanski časnik The Guardian je 4. julija poročal, da bodo ruske invazijske enote po padcu Luganske oblasti nadaljevale invazijo v sosednji Donecki oblasti z namenom zavzetja mest Slovjansk in Bahmut.

#### Harkovska fronta
Ukrajinske enote naj bi 14. aprila razstrelile most med Harkovom in Izjumom, ki so ga ruske sile uporabljale za premestitev enot v Izjum, in tako ovirale ruski konvoj.
David Axe je 5. maja za Forbes zapisal, da je ukrajinska vojska okoli Izjuma osredotočila 4. in 17. tankovsko brigado ter 95. zračno napadalno brigado za morebitno zaledno delovanje proti nameščenim ruskim enotam na tem območju; Axe je dodal, da druga večja koncentracija ukrajinskih sil okoli Harkova vključuje 92. in 93. mehanizirano brigado, ki bi ju prav tako lahko namestili za zaledno delovanje proti ruskim enotam okoli Harkova ali se povezali z ukrajinskimi enotami, ki so bile istočasno nameščene okoli Izjuma.
13. maja je BBC poročal, da se ruske enote v Harkovu umikajo in premeščajo na druge fronte v Ukrajini, potem ko so ukrajinske enote napredovale v okoliška mesta in sam Harkov, med drugim so uničile strateške pontonske mostove, ki so jih ruske enote zgradile za prečkanje reke Severski Donec in so se prej uporabljali za hitro namestitev tankov v regiji.

#### Fronta Herson–Mikolajev
Raketni napadi in bombardiranje ključnih mest Mikolajev in Odesa so se nadaljevali, ko se je začela druga faza invazije. 22. aprila je ruski brigadni general Rustam Minnekajev na sestanku na obrambnem ministrstvu dejal, da namerava Rusija po obleganju Mariupola svojo fronto Mikolajev–Odesa razširiti še bolj proti zahodu in vključiti separatistično regijo Pridnestrje na ukrajinski meji z Moldavijo. Ukrajinsko obrambno ministrstvo je to namero označilo za imperializem, češ da je v nasprotju s prejšnjimi trditvami Rusije, da nima ozemeljskih ambicij v Ukrajini, in da izjava pomeni priznanje, da »cilj 'druge faze' vojne ni zmaga nad mističnimi nacisti, temveč zgolj okupacija vzhodne in južne Ukrajine«. Georgi Gotev je 22. aprila za Reuters zapisal, da bi okupacija Ukrajine od Odese do Pridnestrja spremenila Ukrajino v celinsko državo brez praktičnega dostopa do Črnega morja. Rusija je 24. aprila nadaljevala z raketnimi napadi na Odeso, pri čemer je uničila vojaške objekte in povzročila dva ducata civilnih žrtev.
Ukrajinski viri so 27. aprila navedli, da sta bila v eksplozijah uničena dva ruska oddajna stolpa v Pridnestrju, ki sta se uporabljala predvsem za retransmisijo ruskih televizijskih programov. Konec aprila je Rusija ponovno izvedla raketne napade na vzletno-pristajalne steze v Odesi in jih nekaj uničila. V tednu od 10. maja so ukrajinske enote začele izvajati vojaške ukrepe, da bi izrinile ruske sile, ki so se namestile na Kačjem otoku v Črnem morju približno 200 km od Odese. Rusija je 30. junija 2022 sporočila, da je po izpolnitvi ciljev umaknila svoje enote z otoka.
23. julija je CNBC poročala o ruskem raketnem napadu na ukrajinsko pristanišče Odesa in navedla, da so svetovni voditelji to dejanje hitro obsodili, kar je dramatično razodetje ob nedavnem dogovoru, ki sta ga sklenila ZN in Turčija in ki je zagotovil pomorski koridor za izvoz žita in drugih prehrambenih izdelkov. 31. julija je CNN poročala o precejšnji okrepitvi raketnih napadov in ruskega bombardiranja Mikolajiva, pri čemer je bil v mestu ubit ukrajinski žitni tajkun Oleksij Vadaturski.

#### Zaporoška fronta
Ruske sile so nadaljevale z izstreljevanjem raket in metanjem bomb na ključna mesta Dnipro in Zaporožje. 10. aprila so ruske rakete uničile mednarodno letališče Dnipro. Združeni narodi naj bi 2. maja ob sodelovanju ruske vojske evakuirali približno 100 preživelih iz obleganega Mariupola v vas Bezimenne blizu Donecka, od koder naj bi se preselili v Zaporožje. 28. junija je Reuters poročal, da je ruski raketni napad na mesto Kremenčuk severozahodno od Zaporožja zadel javno nakupovalno središče in zahteval najmanj 18 smrtnih žrtev. Poleg drugih svetovnih voditeljev ga je obsodil francoski predsednik Emmanuel Macron, ki ga je oznail za »vojni zločin«.
Ukrajinska jedrska agencija Energoatom je razmere v jedrski elektrarni v Zaporožju označila za »izjemno napete«, čeprav jo še vedno upravlja ukrajinsko osebje. Elektrarno je nadzorovalo najmanj 500 ruskih vojakov, ki po navedbah kijevske jedrske agencije obstreljujejo bližnja območja ter tam skladiščijo orožje in »raketne sisteme«. Skoraj po vsej državi je bila razglašena zračna nevarnost. »Že zdaj obstreljujejo drugo stran reke Dneper in ozemlje Nikopola,« je dejal predsednik Energoatoma Pedro Kotin. 19. avgusta je Rusija po telefonskem pogovoru Macrona s Putinom pristala, da inšpektorjem IAEA dovoli dostop do elektrarne v Zaporožju.
Rusija je sporočila, da je bilo do 18. avgusta zabeleženih 12 napadov z več kot 50 eksplozijami artilerijskih izstrelkov na elektrarno in mesto Energodar. 19. avgusta je Tobias Ellwood, predsednik britanskega odbora za obrambo, dejal, da bi kakršno koli namerno poškodovanje jedrske elektrarne v Zaporožju, ki bi lahko povzročilo uhajanje sevanja, pomenilo kršitev 5. člena Severnoatlantske pogodbe, v skladu s katerim je napad na državo članico Nata napad na vse države članice. Naslednji dan je ameriški kongresnik Adam Kinzinger dejal, da bi vsako uhajanje radiacije ubilo ljudi v državah Nata, kar bi pomenilo samodejno uporabo 5. člena.
23. avgusta je obstreljevanje prizadelo odlagališča pepela iz sosednje elektrarne na premog, 25. avgusta pa je pepel že gorel. Nad odlagališčem pepela poteka 750 kV daljnovod do transformatorske postaje Dniprovska, ki je bil edini od štirih 750 kV daljnovodov, ki še ni bil poškodovan in prekinjen zaradi vojaških spopadov. 25. avgusta ob 12:12 se je linija zaradi požara prekinila, s čimer so bili elektrarna in njena dva delujoča reaktorja prvič po začetku obratovanja leta 1985 izključeni iz nacionalnega omrežja. Kot odgovor so se vklopili rezervni generatorji in hladilne črpalke reaktorja 5, reaktor 6 pa je zmanjšal proizvodnjo. 
Preko 330 kV daljnovoda do razdelilne postaje v elektrarni na premog je bila še vedno na voljo vhodna električna energija, zato dizelski generatorji za hlajenje reaktorskih jeder in bazenov z izrabljenim gorivom niso bili nujni. 750 kV daljnovod in reaktor 6 sta ponovno začela obratovati ob 12:29, vendar je dve uri pozneje požar ponovno prekinil delovanje daljnovoda. 26. avgusta se je popoldne ponovno zagnal en reaktor, zvečer pa še drugi, s čimer se je obnovila dobava električne energije v omrežje. 29. avgusta 2022 se je skupina IAEA pod vodstvom Rafaela Grosija odpravila na preiskavo elektrarne. V vodstveni ekipi sta bila prav tako Lydie Evrard in Massimo Aparo. Pred njihovim prihodom ni bilo poročil o uhajanju iz tovarne, vendar je bilo pred dnevi izvedeno obstreljevanje.

### Ruske aneksije in ozemeljske izgube (6. september–11. november 2022)
6. septembra 2022 so ukrajinske sile sprožile nepričakovano protiofenzivo v Harkovski oblasti, ki se je začela pri Balakliji pod vodstvom generala Sirskija. Do 12. septembra je Kijev začel protiofenzivo na območju okoli Harkova, ki je bila dovolj uspešna, da je Rusija javno priznala izgubo ključnih položajev na tem območju. The New York Times je 12. septembra v dveh člankih poročal, da je uspeh protiofenzive omajal podobo »mogočnega Putina« in spodbudil vlado v Kijevu, da je od Zahoda zahtevala več orožja za nadaljevanje protiofenzive v Harkovu in okolici. 21. septembra 2022 je Vladimir Putin napovedal delno mobilizacijo, obrambni minister Sergej Šojgu pa je dejal, da bo vpoklicanih 300.000 rezervistov. Dejal je tudi, da bo njegova država uporabila »vsa sredstva« za »obrambo«. Mihailo Podoljak, svetovalec Zelenskega, je dejal, da je bila odločitev predvidljiva in da gre za poskus opravičevanja »neuspehov Rusije«. Britanska ministrica za zunanje zadeve Gillian Keegan je potezo označila za »zaostrovanje«, medtem ko je nekdanji mongolski predsednik Tsakhiagiin Elbegdorj obtožil Rusijo, da ruske Mongole uporablja kot »kanonfuter«.

#### Ruska aneksija Donecke, Hersonske, Luganske in Zaporoške oblasti
Konec septembra 2022 so ruski uradniki v Ukrajini organizirali referendume o priključitvi zasedenih ozemelj Ukrajine. Ti so vključevali Donecko ljudsko republiko, Lugansko ljudsko republiko, rusko okupirani oblasti Doneck in Lugansk ter ruski vojaški upravi Hersonske in Zaporiške oblasti. Uradni izidi volitev, ki so jih ukrajinska vlada in njeni zavezniki označili za lažne volitve, so pokazali, da je velika večina glasovala za aneksijo.
30. septembra 2022 je Vladimir Putin v govoru v obeh domih ruskega parlamenta razglasil priključitev ukrajinskih oblasti Doneck, Lugansk, Herson in Zaporožje. Ukrajina, Združene države Amerike, Evropska unija in Združeni narodi so priključitev označili kot nezakonito.

#### Zaporoška fronta
Delegacija IAEA je 3. septembra obiskala jedrsko elektrarno v Zaporožju, 6. septembra pa je poročala o poškodbah in varnostnih grožnjah, ki sta jih povzročila zunanje obstreljevanje in prisotnost okupacijskih enot v elektrarni. 11. septembra ob 3:14 je bil šesti in še zadnji reaktor izključen iz omrežja, s čimer se je elektrarna »popolnoma ustavila«. V izjavi Energoatoma je navedeno, da »potekajo priprave za njeno ohlajanje in prenos v hladno stanje«.
V zgodnjih urah 9. oktobra 2022 so ruske oborožene sile izvedle zračni napad na stanovanjsko stavbo v Zaporožju, pri čemer je bilo ubitih 13 civilistov, 89 pa ranjenih.

#### Hersonska protiofenziva
Zelenski je 29. avgusta napovedal, da se bo začela obsežna protiofenziva na jugovzhodu. Najprej je napovedal protiofenzivo za ponovno zavzetje ozemlja na jugu, ki ga je zasedla Rusija, s poudarkom na regiji Herson in Mikolajev, kar sta potrdila ukrajinski parlament in operativno poveljstvo jug.
4. septembra je predsednik Zelenski oznanil povrnitev nadzora dveh neimenovanih vasi v Hersonski oblast in ene v Donecki oblasti. Ukrajinske oblasti so objavile fotografijo, ki prikazuje, kako ukrajinske sile dvigujejo ukrajinsko zastavo v Visokopiliji. Ukrajinski napadi so se nadaljevali tudi vzdolž južne fronte, čeprav so bila poročila o ozemeljskih spremembah večinoma nepreverjena. 12. septembra je Zelenski dejal, da so ukrajinske sile od Rusije ponovno prevzele skupno 6000 km2 na jugu in vzhodu. BBC je izjavil, da teh trditev ni mogel neodvisno preveriti.
Oktobra so ukrajinske sile napredovale južneje proti mestu Herson in prevzele nadzor nad 1170 km2 ozemlja, boji pa so se razširili na Dudčani. 9. novembra je obrambni minister Šojgu ukazal ruskim silam, naj zapustijo del Hersonske oblasti, vključno z mestom Herson, in se premaknejo na vzhodni breg Dnepra. 11. novembra so ukrajinske enote vstopile v Herson, ko je Rusija zaključila svoj umik. To je pomenilo, da ruske sile niso imele več opore na zahodnem (desnem) bregu Dnepra.

#### Harkovska protiofenziva
6. septembra 2022 so ukrajinske sile sprožile še eno nepričakovano protiofenzivo v Harkovski oblasti, v bližini Balaklije, pod vodstvom generala Sirskija. Do 7. septembra so ukrajinske sile napredovale približno 20 km na rusko zasedeno ozemlje in trdile, da so ponovno zavzele približno 400 km2 ozemlja. Ruski komentatorji so menili, da je to verjetno posledica premestitve ruskih sil v Herson kot odgovor na tamkajšno ukrajinsko protiofenzivo. 8. septembra so ukrajinske sile zavzele Balaklijo in napredovale do 15 km od Kupjanska. Vojaški analitiki so povedali, da se ukrajinske sile očitno premikajo proti Kupjansku, glavnemu železniškemu vozlišču, da bi s severa odrezale ruske sile pri Izjumu.
9. septembra je ruska okupacijska uprava harkovske oblasti napovedala, da bo »evakuirala« civilno prebivalstvo Izjuma, Kupjanska in Velikega Burluka. Inštitut za preučevanje vojne (ISW) je dejal, da bo Kupjansk verjetno padel v naslednjih 72 urah, ruske rezervne enote pa so na območje poslali po cesti in s helikopterji. 10. septembra zjutraj so se pojavile fotografije, na katerih naj bi ukrajinske enote v središču Kupjanska izobesile ukrajinsko zastavo, ISW pa je objavil, da so ukrajinske sile zavzele približno 2500 km2 ozemlja, saj so učinkovito izkoristile svoj preboj. Pozneje je agencija Reuters poročala, da so se ruski položaji na severovzhodu Ukrajine »zrušili« zaradi ukrajinskega napada, ruske sile pa so se morale umakniti iz baze v Izjumu, saj so bile odrezane z zavzetjem mesta Kupjansk. Pozneje je Reuters poročal, da so se ruski položaji na severovzhodu Ukrajine zaradi ukrajinskega napada »sesuli«, ruske sile pa so se morale umakniti iz oporišča v Izjumu, saj so bile odrezane z zavzetjem Kupjanska. V Izjumu so bila zatem odkrita množična grobišča.
15. septembra je ocena britanskega obrambnega ministrstva potrdila, da je Rusija izgubila ali se umaknila s skoraj vseh svojih položajev zahodno od reke Oskil. Umikajoče se enote so zapustile tudi različna dragocena vojaška sredstva. Ofenziva se je nadaljevala proti vzhodu in 1. oktobra so ukrajinske oborožene sile povrnile nadzor nad ključnim mestom Liman.

### Zimska mrtva točka, kampanja izčrpavanja in okrepitev vojske (12. november 2022–7. junij 2023)
Po koncu dvojne ukrajinske protiofenzive so se spopadi pozimi premaknili v napol mrtvo točko, z velikimi žrtvami, a zmanjšanim gibanjem frontne črte. Rusija je sprožila samooklicano zimsko ofenzivo v vzhodni Ukrajini, vendar se je kampanja končala z »razočaranjem« za Moskvo, z omejenim napredovanjem, saj je ofenziva zastala. Analitiki so za neuspeh med drugim krivili pomanjkanje »izurjenih mož« na ruski strani in težave z dobavo artilerijskega streliva. Proti koncu maja je Mark Galeotti ocenil, da je »po neuspeli in slabo zamišljeni ruski zimski ofenzivi, ki je zapravila priložnost za konsolidacijo svojih sil, Ukrajina v razmeroma dobrem položaju.«
7. februarja je The New York Times poročal, da so Rusi na novo mobilizirali skoraj 200.000 vojakov za sodelovanje v ofenzivi v Donbasu proti od prejšnjih spopadov utrujenim ukrajinskim enotam. Ruska zasebna vojaška družba Wagner Group je prevzela večji pomen v vojni, saj je vodila »mukotrpno napredovanje« v Bahmutu z več deset tisoč rekruti iz zaporniških bataljonov, ki so sodelovali v »skoraj samomorilskih« napadih na ukrajinske položaje.
Konec januarja 2023 so se boji okrepili v južni regiji Zaporožja, pri čemer sta obe strani utrpeli velike izgube. V bližnjih južnih delih Donecke oblasti se je intenziven, tritedenski ruski napad blizu premogovniškega mesta Vugledar, ki je bil označen za največjo tankovsko bitko v vojni, končal katastrofalno za ruske sile, ki so po navedbah ukrajinskih poveljnikov izgubile »vsaj 130 tankov in oklepnih transporterjev«. Britansko obrambno ministrstvo je izjavilo, da je bila »celotna ruska brigada dejansko uničena.«

#### Bitka za Bahmut
Po porazu v Hersonu in Harkovu so se ruske in Wagnerjeve sile osredotočile na zavzetje mesta Bahmut in prekinitev pol leta trajajočega pat položaja, ki je tam vladal od začetka vojne. Ruske sile so skušale mesto obkoliti in napadle s severa prek Soledarja. Po velikih izgubah so ruske in Wagnerjeve sile 16. januarja 2023 prevzele nadzor nad Soledarjem. V začetku februarja 2023 je bil Bahmut izpostavljen napadom s severa, juga in vzhoda, edine ukrajinske oskrbovalne linije pa so prihajale iz Časiv Jara na zahodu.
3. marca 2023 so ukrajinski vojaki uničili dva ključna mostova, kar je omogočilo nadzorovan umik bojevnikov iz vzhodnih predelov Bahmuta. 4. marca je namestnik župana Bahmuta novinarjem sporočil, da v mestu potekajo ulični boji. 7. marca je The New York Times poročal, da so ukrajinski poveljniki kljub skorajšnji obkolitvi mesta zaprosili Kijev za dovoljenje za nadaljevanje bojev proti Rusom v Bahmutu.
26. marca so sile skupine Wagner trdile, da so v celoti zavzele taktično pomembno tovarno Azom v Bahmutu. 29. marca je general Mark Milley, načelnik Združenega štaba Oboroženih sil Združenih držav Amerike, pred odborom za oborožene sile predstavniškega doma poročal, da »v zadnjih 20, 21 dneh Rusija v Bahmutu in okolici ni dosegla nikakršnega napredka«. Milley je hude izgube, ki so jih tam utrpele ruske sile, opisal kot »klavnico«.
V začetku maja je ISW ocenila, da ima Ukrajina pod nadzorom le 189 km2 mesta, kar je manj kot pet odstotkov. 18. maja 2023 je The New York Times poročal, da so ukrajinske sile začele lokalno protiofenzivo in v nekaj dneh zavzele ozemlje severno in južno od Bahmuta. 20. maja 2023 je skupina Wagner prevzela popoln nadzor nad Bahmutom, Rusija pa je naslednji dan uradno razglasila zmago v bitki, po kateri so se sile Wagnerja umaknile iz mesta kjer so jih zamenjale redne ruske enote.

### Protiofenzive v letu 2023 in poletna kampanja (8. junij 2023–1. december 2023)
Junija 2023 so ukrajinske sile postopoma sprožile vrsto protiofenziv na več frontah, vključno v Donecki oblasti, Zaporoški oblasti in drugod. 8. junija 2023 so se protiofenzive osredotočile na naselja, kot so Orihiv, Tokmak in Bahmut. Vendar so protiofenzivne operacije naletele na trden odpor Rusije, ameriški think tank ISW pa je ruska obrambna prizadevanja opisal kot »neobičajno usklajena.« Do 12. junija je Ukrajina poročala o najhitrejšem napredovanju v zadnjih sedmih mesecih in trdila, da si je povrnila nadzor nad več vasmi ter napredovala skupno 6,5 km. Ruski vojaški blogerji so poročali, da je Ukrajina zavzela Blagodatne, Makarivko in Neskučne ter da nadaljuje z napredovanjem proti jugu. V naslednjih mesecih je Ukrajina še naprej osvobajala naselja in konec avgusta izobesila ukrajinsko zastavo nad naseljem Robotine.
Skupina Wagner je 24. junija sprožila kratek upor proti ruski vladi, pri čemer je v glavnem brez odpora zavzela več mest v zahodni Rusiji, nato pa se je odpravila proti Moskvi. To je bil vrhunec dolgotrajnega boja in spopadov za oblast med skupino Wagner in ruskim obrambnim ministrstvom. Po približno 24 urah se je skupina Wagner umaknila in pristala na mirovni sporazum, v katerem bi vodja skupine Wagner Jevgenij Prigožin odšel v izgnanstvo v Belorusijo, njegove sile pa bi ostale nekaznovane. 27. junija je britansko obrambno ministrstvo sporočilo, da je »zelo verjetno«, da je Ukrajina med svojimi napredovanji ponovno pridobila ozemlje v vzhodni regiji Donbas, ki ga je Rusija zasedla leta 2014. Proruski blogerji so poročali, da so ukrajinske sile pridobile ozemlje v južni Hersonski oblasti in se utrdile na levem bregu reke Dneper.
Avgusta je The Guardian poročal, da je Ukrajina postala najbolj minirana država na svetu, saj je Rusija položila na milijone min, da bi preprečila protiofenzivo Ukrajine. Ogromna minska polja so Ukrajino prisilila v obsežno razminiranje območij, da bi omogočila napredovanje. Ukrajinski uradniki so poročali o pomanjkanju ljudi in opreme, saj so ukrajinski vojaki na določenih mestih izkopali pet min na vsak kvadratni meter.
Po umiku Rusije iz črnomorske pobude za žito se je konflikt na Črnem morju zaostril, saj je Ukrajina začela napadati ruske ladje. Viri ukrajinske varnostne službe so 4. avgusta poročali, da je rusko desantno ladjo Olenegorski Gornjak zadelo in poškodovalo brezpilotno vodno plovilo. Videoposnetek, ki ga je objavila ukrajinska varnostna služba, kaže, da je brezpilotnik zadel ladjo, na drugem videoposnetku pa je videti, da se je ladja navidezno nagnila na eno stran. 12. septembra so tako ukrajinski kot ruski viri poročali, da so bili ruski pomorski cilji v Sevastopolu zadeti z nepotrjenim orožjem, pri čemer sta bili poškodovani dve vojaški plovili, med katerimi naj bi bila tudi podmornica. Ukrajina je tudi sporočila, da je ponovno zavzela več naftnih in plinskih ploščadi v Črnem morju, ki so bile od leta 2015 v ruski lasti.
Septembra 2023 je ukrajinska obveščevalna služba ocenila, da je Rusija v Ukrajini namestila več kot 420 000 vojakov.
21. septembra je Rusija začela izvajati raketne napade po Ukrajini in poškodovala energetske objekte v državi. 22. septembra so ZDA napovedale, da bodo Ukrajini poslale rakete dolgega dosega ATACMS, kljub zadržkom nekaterih vladnih uradnikov. 22. septembra je ukrajinski Glavni direktorat za obveščevalne dejavnosti izvedel raketni napad na sedež črnomorske flote v Sevastopolu na Krimu in pri tem ubil več visokih vojaških uradnikov.
Oktobra 2023 so poročali, da se je med ruskimi vojaki povečalo število uporov zaradi številnih izgub v ruskih ofenzivah v okolici Avdijivke, poročali pa so tudi o pomanjkanju artilerije, hrane, vode in slabem poveljevanju. Novembra je britanska obveščevalna služba sporočila, da je bilo v zadnjih tednih zabeleženih »verjetno največ ruskih žrtev v vojni doslej«.
Sredi in konec oktobra 2023 so ukrajinski marinci—deloma pod vodstvom prebežnikov iz ruske vojske—prečkali reko Dneper (strateško pregrado med vzhodno in zahodno Ukrajino) dolvodno od uničenega jezu Kahovka, da bi napadli rusko zasedeno ozemlje na vzhodni strani reke. Kljub velikim izgubam zaradi intenzivnega ruskega obstreljevanja in letalskega bombardiranja, dezorganizacije in zmanjševanja virov so ukrajinske brigade, ki so vdrle na rusko stran reke, do konca decembra povzročale velike izgube ruskim silam.
Volodimir Zelenski je 1. decembra 2023 izjavil, da ukrajinska protiofenziva ni bila uspešna, pri čemer je navedel počasnejše rezultate od pričakovanih. Zelenski je tudi izjavil, da bo Ukrajina lažje ponovno pridobila polotok Krim kot regijo Donbas na vzhodu države, saj je Donbas močno militariziran. Decembra 2023 so številni mednarodni mediji opisali ukrajinsko protiofenzivo kot neuspešno, saj ji ni uspelo ponovno pridobiti pomembnega ozemlja ali doseči katerega od strateških ciljev.

### Ruske spomladanske in poletne kampanje ter ukrajinski vdor v Kursko oblast (1. december 2023 – danes)

#### Ruska ofenziva
17. februarja 2024 je Rusija zavzela Avdijivko, dolgoletno oporišče Ukrajine, ki je bilo opisano kot »pot« v bližnji Doneck. ABC News navaja, da bi lahko Rusija ta dogodek izkoristila za dvig morale, saj je vojna pred drugo obletnico večinoma v mrtvi točki. Novinar revije Forbes David Axe je rusko zmago opisal kot pirovo, saj je bilo pred zavzetjem ruševin Avdijivke v vrstah 2. in 41. ruske združene armade ubitih okoli 16.000 mož, na deset tisoče ranjenih in izgubljenih okoli 700 vozil.
Zaradi hudega pomanjkanja opreme in težav pri izdelavi ali reaktivaciji iz dolgoročnega skladišča dovolj pehotnih bojnih vozil za opremljanje polkov in brigad na fronti so se ruske sile zatekle k uporabi kitajskih puščavskih »golf vozil« ter kitajskih in beloruskih terenskih koles kot nadomestnih vozil. V napadih s temi vozili so utrjene ukrajinske enote uničile več ruskih enot.
Pomanjkanje streliva v Ukrajini, ki ga je povzročila politična blokada v ameriškem kongresu in pomanjkanje proizvodnih zmogljivosti v Evropi, je prispevalo k ukrajinskemu umiku iz Avdijivke kar se je po poročanju časopisa Time »čutilo po vsej fronti«. Zaradi pomanjkanja so morale ukrajinske enote omejiti število nabojev, tako da so lahko izstrelile le 2000 nabojev na dan, medtem ko so ruske enote po ocenah izstrelile po 10.000 nabojev na dan.
Rusija je 10. maja 2024 začela obnovljeno ofenzivo v harkovski oblasti. Rusiji je uspelo zavzeti ducat vasi, Ukrajina pa je od začetka ofenzive do 25. maja iz regije evakuirala več kot 11.000 ljudi. Ukrajina je 17. maja sporočila, da so njene sile upočasnile rusko napredovanje, do 25. maja pa je Zelenski dejal, da so ukrajinske sile zagotovile »bojni nadzor« nad območji, kjer so ruske enote vstopile v severovzhodno Harkovsko oblast. Ruski predstavniki so medtem dejali, da »napredujejo v vseh smereh« in da je cilj ustvariti »varovalni pas« za obmejne ruske regije. Bela hiša je 7. junija sporočila, da je ofenziva zastala in da je malo verjetno, da se bo nadaljevala.
Po ruskem uspehu v bitki za Avdijivko so njihove sile napredovale severozahodno od nje in oblikovale sprednji lok, do sredine aprila 2024 pa so dosegle naselje Očeretine in ga konec aprila zavzele ter v naslednjih mesecih sprednji lok še razširile. Ruske sile so v začetku aprila začele tudi ofenzivo proti mestu Časiv Jar, strateško pomembnemu naselju zahodno od Bahmuta, in do začetka julija zavzele njegovo najbolj vzhodno okrožje. Naslednja ofenziva v smeri mesta Toretsk se je začela 18. junija, s ciljem zavzetja mesta, po besedah ukrajinskega vojaškega opazovalca in tiskovnega predstavnika Nazarja Vološina pa tudi obkolitve mesta Časiv Jar z juga. Ruske sile so julija napredovale in razširile sprednji lok severozahodno od Avdijivke, 19. julija pa so dosegle preboj, s katerim so lahko začele napredovati proti operativno pomembnemu mestu Pokrovsk.

#### Ukrajinska ofenziva v Rusijo
6. avgusta 2024 je Ukrajina začela svojo prvo neposredno ofenzivo na rusko ozemlje, največjo od vseh proukrajinskih vdorov od začetka invazije, na mejno Kursko oblast. Glavna os začetnega napredovanja je bila osredotočena v smeri mesta Sudža, ki se nahaja 10 km od meje, za katero je predsednik Zelenski poročal, da je bila zavzeta 15. avgusta. Ukrajina je izkoristila pomanjkanje izkušenih enot in obrambe ob meji s Kursko oblastjo in je v prvih dneh vdora lahko hitro zavzela ozemlje. Vdor je povzročil, da je Rusija preusmerila na tisoče vojakov z zasedenega ukrajinskega ozemlja, da bi se zoperstavila grožnji, vendar ne iz Donecke oblasti.

#### Rusko napredovanje v Donbasu
Ruske enote so še naprej napredovale v vzhodni Ukrajini, predvsem hitreje kot pred Kursko ofenzivo, tudi proti strateško pomembnemu mestu Pokrovsk, kjer so še povečale število svojih sil.
Konec avgusta 2024 so ruske sile zavzele mesto Novogrodivka jugovzhodno od Pokrovska, s čimer so se mestu približale na 8 kilometrov, v začetku septembra pa so zavzele Krasnogorivko in Ukrajinsk v bližini Pokrovska in zahodno od mesta Doneck. Konec septembra se je začel ruski napad na dolgo zavzeto mesto Vugledar, kar je privedlo do njegovega padca 1. oktobra. 72. ukrajinska mehanizirana brigada je mesto branila več kot dve leti in je dejala, da so Rusi med napadom na mesto na vzpetini utrpeli »številne izgube«. Po ruskem zavzetju so mesto, v katerem je pred vojno živelo približno 14.000 prebivalcev, opisali kot »razpotegnjene ruševine«.
30. oktobra naj bi ukrajinski generalmajor Dmitro Marčenko dejal, da je »naša fronta razpadla« zaradi zmanjšanja zalog streliva, težav pri rekrutiranju vojakov in slabega vodstva. Dejal je, da je bil načrt Zelenskega za zmago preveč osredotočen na iskanje večje zahodne podpore. Tudi poročila zahodnih uradnikov so postale bolj pesimistične glede vojaškega položaja Ukrajine.

## Bojišča

### Poveljstvo
Vrhovna poveljnika Ukrajine in Rusije sta voditelja držav: predsednik Rusije Vladimir Putin in predsednik Ukrajine Volodimir Zelenski. Putin se naj bi neposredno vmešaval v operativne odločitve, obšel višje poveljnike in dajal ukaze poveljnikom brigad.
Ameriški general Mark Milley je dejal, da se je ukrajinski vrhovni vojaški poveljnik general Valerij Zalužni »izkazal kot vojaški um, ki ga je njegova država potrebovala. Njegovo vodenje je ukrajinskim oboroženim silam omogočilo, da so se z bojno pobudo hitro prilagodile Rusom.« Rusija je invazijo začela brez glavnega poveljnika. Poveljniki štirih vojaških okrožij so bili odgovorni vsak za svojo ofenzivo.
Po začetnih neuspehih je bil 8. aprila 2022 poveljnik ruskega južnega vojaškega okrožja Aleksandr Dvornikov postavljen za generalnega poveljnika celotne invazije, čeprav je bil še vedno odgovoren za svojo kampanjo. Več centralizacije pod vodstvom Dvornikova je Rusom zelo koristilo, vendar so stalni neuspehi, ki niso izpolnili pričakovanj Moskve, privedli do več ponovnih zamenjav poveljstva:
- poveljnik Vzhodnega vojaškega okrožja Genadij Židko (Vzhodno vojaško okrožje, 8. maj – oktober 2022)
- poveljnik južnih sil Sergej Surovikin (začetek oktobra 2022 – 11. januar 2023)
- vrhovni poveljnik ruskih oboroženih sil Valerij Gerasimov (od 11. januarja 2023)

Rusija je utrpela izredno veliko število žrtev v častniških vrstah, vključno z 12 generali.

### Raketni napadi in zračno bojevanje
Zračno bojevanje se je začelo prvi dan invazije. Na desetine raketnih napadov je bilo zabeleženih tako v vzhodni kot zahodni Ukrajini, ki so segali vse do Lvova.
Do septembra 2022 so ukrajinske letalske sile sestrelile okoli 55 ruskih vojaških letal. Sredi oktobra so ruske sile začele izvajati raketne napade na ukrajinsko infrastrukturo, da bi onemogočile delovanje energetskih objektov. Do konca novembra je bilo v napadih ubitih ali ranjenih več sto civilistov, zaradi izpadov električne energije pa je brez elektrike ostalo več milijonov ljudi.
Decembra 2022 naj bi brezpilotna letala, izstreljena iz Ukrajine, izvedla več napadov na letalski bazi Djagilevo in Engels na zahodu Rusije, pri čemer je bilo ubitih 10 ljudi, dve letali Tu-95 pa sta bili močno poškodovani.

#### Napadi na Krim
31. julija 2022 so bile spominske slovesnosti ob dnevu ruske mornarice odpovedane, potem ko naj bi bilo v napadu brezpilotnega letala na sedežu ruske Črnomorske flote v Sevastopolu ranjenih več ljudi. 9. avgusta 2022 so poročali o velikih eksplozijah v letalski bazi Saki na zahodu Krima. Satelitski posnetki so pokazali, da je bilo poškodovanih ali uničenih vsaj osem letal. Vzrok eksplozij ni znan, vendar bi lahko šlo za rakete dolgega dosega, sabotažo posebnih enot ali nesrečo; ukrajinski vrhovni poveljnik Valerij Zalužni je 7. septembra zatrdil, da je šlo za ukrajinski raketni napad.
Baza se nahaja v bližini mesta Novofedorovka, ki je priljubljeno med turisti. Na Krimskem mostu so se po eksplozijah oblikovale kolone vozil, ki so želele zapustiti območje. Teden dni pozneje je prišlo do eksplozij in požara v skladišču orožja v bližini Džankoja na severovzhodu Krima, za kar je Rusija krivila »sabotažo«. Poškodovani sta bili tudi železniška proga in elektrarna. Po besedah vodje ruske regije Sergeja Aksjonova so z območja evakuirali 2000 ljudi. 18. avgusta so poročali o eksplozijah v letalski bazi Belbek severno od Sevastopola. Zjutraj 8. oktobra 2022 se je zaradi eksplozije delno zrušil Krimski most, ki povezuje okupirani Krim z Rusijo. 17. julija 2023 je na mostu ponovno odjeknila velika eksplozija.

#### Ruski napadi na ukrajinsko civilno infrastrukturo
Od jeseni 2022 je Rusija izvedla več valov napadov na ukrajinske električne in vodovodne sisteme. 6. oktobra je ukrajinska vojska sporočila, da so ruske sile skupaj izstrelile 86 brezpilotnih samomorilskih dronov Shahed 136, od 30. septembra do 6. oktobra pa so ukrajinske sile sestrelile 24 od 46 izstreljenih v tem obdobju. 8. oktobra je bilo objavljeno, da bo general Sergej Surovikin poveljeval vsem ruskim silam v Ukrajini na podlagi svoje nove tehnike zračnega napada.
16. oktobra 2022 je časnik The Washington Post poročal, da namerava Iran Rusiji dobaviti brezpilotna letala in rakete. 18. oktobra je ameriško zunanje ministrstvo Iran obtožilo kršitve resolucije 2231 s prodajo brezpilotnih letal Shahed 131 in Shahed 136 Rusiji, pri čemer se je strinjalo s podobnimi ocenami Francije in Združenega kraljestva. Iran je zanikal, da bi Rusiji poslal kakršno koli orožje za vojno v Ukrajini. 22. oktobra so Francija, Velika Britanija in Nemčija uradno pozvale k preiskavi ZN. 1. novembra je CNN poročal, da se Iran pripravlja na pošiljanje balističnih raket in drugega orožja Rusiji za uporabo v Ukrajini.
15. novembra 2022 je Rusija izstrelila 85 raket na ukrajinsko elektroenergetsko omrežje, kar je povzročilo obsežen izpad električne energije v Kijevu in sosednjih regijah.
21. novembra je CNN citiral oceno obveščevalne službe, da je Iran začel pomagati Rusiji pri proizvodnji iranskih brezpilotnih letal v Rusiji. 29. decembra je The New York Times poročal, da si ZDA prizadevajo »Iranu onemogočiti proizvodnjo brezpilotnih letal, Rusom otežiti lansiranje brezpilotnih »kamikaze« letal in—če vse drugo spodleti—Ukrajini zagotoviti obrambo, potrebno za njihovo sestrelitev.«
31. decembra je Putin v novoletnem nagovoru vojno proti Ukrajini označil za »sveto dolžnost naših prednikov in potomcev«, medtem ko so na Kijev padale rakete in brezpilotna letala.
10. marca 2023 je časopis The New York Times poročal, da je Rusija v obsežnem raketnem napadu na Ukrajino uporabila nove hipersonične rakete. Takšne rakete se učinkoviteje izogibajo konvencionalni ukrajinski protiraketni obrambi, ki se je prej izkazala za uporabno proti ruskim konvencionalnim, nehipersoničnim raketnim sistemom.
Napadi na ukrajinsko infrastrukturo so bili del ruske vojaške doktrine »Strateška operacija za uničenje kritično pomembnih ciljev« (SODCIT), je sporočilo britansko obrambno ministrstvo, katere namen je bil demoralizirati prebivalstvo in prisiliti ukrajinsko vodstvo h kapitulaciji. Po podatkih Royal United Services Institute (RUSI) so »ruski napadi do sredine junija 2024 kumulativno uničili 9 gigavatov (GW) ukrajinske notranje proizvodnje energije. Največja poraba pozimi 2023 je znašala 18 GW, kar pomeni, da je bila uničena polovica ukrajinskih proizvodnih zmogljivosti.«
8. julija 2024 je Rusija z raketo Kh-101 ubila najmanj dve osebi in ranila najmanj 16 ljudi v otroški bolnišnici Ohmatdit v Kijevu. Isto noč so bili zadeti tudi objekti v Pokrovsku in Krivem Rigu. Tisto noč je bilo v Kijevu ubitih najmanj 20 civilistov.

### Pomorska blokada in spopadi
Ukrajina leži ob Črnem morju, ki ima dostop le skozi ožine Bospor in Dardanele, v lasti Turčije. Turčija se je 28. februarja sklicevala na konvencijo Montreux iz leta 1936 in ruskim vojnim ladjam, ki niso bile registrirane v črnomorskih bazah in se niso vrnile v pristanišča izvora, prepovedala plovbo. To je preprečilo prehod štirim ruskim mornariškim plovilom. Državna mejna straža Ukrajine je 24. februarja sporočila, da se je začel napad ladij ruske mornarice na Kačji otok. Raketna križarka Moskva in patruljni čoln Vasilij Bikov sta s svojim orožjem bombardirala otok. Ko se je ruska vojaška ladja identificirala in ukrajinskim vojakom, ki so bili na otoku, postavila ultimat o predaji, je bil njihov odgovor »Ruska vojna ladja, jebi se!« Po bombardiranju se je na otok izkrcal oddelek ruskih vojakov in nad otokom prevzel nadzor. Rusija je 26. februarja izjavila, da so ameriška brezpilotna letala oskrbovala ukrajinsko mornarico z obveščevalnimi podatki za pomoč pri ciljanju ruskih vojaških ladij v Črnem morju, kar so ZDA zanikale.
Do 3. marca je bila ukrajinska fregata Getman Sagajdačni, vodilna ladja ukrajinske mornarice, potopljena v Mikolajivu, da bi se preprečilo rusko zajetje. Ruski vir RT je 14. marca poročal, da so ruske oborožene sile v Berdjansku zajele približno ducat ukrajinskih ladij, vključno z Juri Olefirenko. Ukrajinski uradniki so 24. marca sporočili, da je bila ruska desantna ladja, ki je pristala v Berdjansku – sprva so poročali, da je Orsk, nato pa Saratov (njena sestrska ladaja) – bila uničena v ukrajinskem raketnem napadu. Marca 2022 je Mednarodna pomorska organizacija ZN (IMO) poskušala ustvariti varen pomorski koridor za komercialna plovila, da bi lahko zapustila ukrajinska pristanišča. Rusija je 27. marca vzpostavila 130 km dolg in 4,8 km širok morski koridor skozi svoje morsko izključitveno cono za tranzit trgovskih plovil z roba ukrajinskih teritorialnih voda jugovzhodno od Odese. Ukrajina je do konca sovražnosti zaprla svoja pristanišča na ravni MARSEC 3, pri čemer so bile v pristaniščih postavljene morske mine.
Rusko križarko Moskva, vodilno ladjo Črnomorske flote, naj bi po navedbah ukrajinskih virov in visokega ameriškega uradnika 13. aprila zadeli dve ukrajinski protiladijski manevrirni raketi Neptun, pri čemer je na ladji nastal požar. Rusko obrambno ministrstvo je potrdilo, da je vojaška ladja utrpela resno škodo zaradi eksplozije streliva, ki jo je povzročil požar, in povedalo, da je bila njena celotna posadka evakuirana. Tiskovni predstavnik Pentagona John Kirby je 14. aprila poročal, da satelitski posnetki kažejo, da je ruska vojaška ladja utrpela veliko eksplozijo na krovu, vendar se pelje proti vzhodu na pričakovana popravila in prenovo v Sevastopolu. Kasneje istega dne je rusko obrambno ministrstvo izjavilo, da je Moskva potonila med vleko v slabem vremenu. Reuters je 15. aprila poročal, da je Rusija sprožila očiten povračilni raketni napad na tovarno raket Luch v Kijevu, kjer so bile izdelane in zasnovane rakete Neptun, uporabljene pri napadu na Moskvo. 5. maja je ameriški uradnik potrdil, da so ZDA posredovale »vrsto obveščevalnih podatkov« (vključno s podatki o ciljih na bojišču v realnem času) za pomoč pri potopitvi ladje Moskva.
1. junija je ruski zunanji minister Sergej Lavrov zatrdil, da je ukrajinska politika miniranja lastnih pristanišč, da bi preprečila pomorsko agresijo Rusije, prispevala k krizi izvoza hrane in izjavil: »Če Kijev reši problem razminiranja pristanišč, bo ruska mornarica zagotovila neoviran prehod ladij z žitom v Sredozemsko morje.« Rusija je 30. junija 2022 sporočila, da je umaknila svoje vojake z otoka v »znak dobre volje«. Ukrajina je umik pozneje uradno potrdila.
26. decembra 2023 so ukrajinske letalske sile napadle rusko desantno ladjo Novočerkassk, ki je bila zasidrana v Feodoziji. Ukrajina je sporočila, da je ladja uničena in da je malo verjetno, da bo ponovno splula. Ruske oblasti so potrdile napad, ne pa tudi izgube, in povedale, da sta bili uničeni dve napadalni zračni plovili. Neodvisni analitiki so dejali, da bi izguba ladje lahko ovirala prihodnje ruske napade na ukrajinsko obalo. 31. januarja 2024 so ukrajinski morski droni v Črnem morju zadeli rusko korveto Ivanovec razreda Tarantul, zaradi česar je ladja potonila. Dva tedna kasneje, 14. februarja, so ukrajinski morski droni iste vrste zadeli rusko desantno ladjo Cezar Kunikov in jo potopili.

### Ukrajinski upor
Ukrajinski civilisti so se uprli ruski invaziji, se prostovoljno javljali v enote teritorialne obrambe, pripravljali molotovke, darovali hrano, gradili ovire, kot so češki ježi, in pomagali pri prevozu beguncev. Kot odgovor na klic ukrajinske prometne agencije, Ukravtodor, so civilist razstavili ali spremenili prometne znake, zgradili improvizirane ovire in blokirali ceste. Poročila družbenih medijev so pokazala spontane ulične proteste proti ruskim silam v okupiranih naseljih, ki so se pogosto razvili v verbalne prepire in fizične spopade z ruskimi vojaki. V začetku aprila so se ukrajinski civilisti začeli organizirati kot gverilci, večinoma na gozdnatem severu in vzhodu države. Ukrajinska vojska je napovedala načrte za začetek obsežne gverilske kampanje, ki bi dopolnila svojo konvencionalno obrambo pred rusko invazijo.
Ljudje so fizično blokirali ruska vojaška vozila in jih včasih prisilili k umiku.  Odziv ruskih vojakov na neoborožen civilni odpor je bil različen od nepripravljenosti za sodelovanje s protestniki do streljanja v zrak ali neposredno v množice. Prišlo je do množičnih pridržanj ukrajinskih protestnikov, ukrajinski mediji pa poročajo o izginotjih, usmrtitvah, jemanju talcev, izvensodnih pobojih in spolnem nasilju ruske vojske. Da bi olajšali ukrajinske napade, so civilisti poročali o ruskih vojaških položajih prek aplikacij Telegrama in Diie, ukrajinske vladne aplikacije, ki so jo prej uporabljali državljani za nalaganje uradnih osebnih in zdravstvenih dokumentov. V odgovor so ruske sile začele uničevati omrežno opremo mobilnih telefonov, od vrat do vrat iskati pametne telefone in računalnike ter v vsaj enem primeru ubile civilista, ki so ga našli s slikami ruskih tankov.
21. maja je predsednik Zelenski navedel, da ima Ukrajina 700.000 vojakov, ki so aktivni v boju proti ruski invaziji. Ukrajina je v letu 2022 nazaj v Ukrajino umaknila vojake in vojaško opremo, ki so bili napoteni na mirovne misije Združenih narodov, kot je MONUSCO v Demokratični republiki Kongo.

### Jedrske grožnje
Štiri dni po invaziji je predsednik Putin ruske jedrske sile postavil v stanje visoke pripravljenosti, kar je sprožilo strahove, da bi lahko Rusija proti Ukrajini uporabila taktično jedrsko orožje ali da bi prišlo do širše eskalacije spora. Aprila sta Putin in ruski zunanji minister Sergej Lavrov večkrat grozila z uporabo jedrskega orožja proti Ukrajini in državam, ki jo podpirajo. 14. aprila je direktor Cie William Burns dejal, da bi »morebitni obup« ob porazu lahko spodbudil predsednika Putina k uporabi taktičnega jedrskega orožja.
Predsednik Zelenski je 26. aprila v odziv na rusko neupoštevanje varnostnih ukrepov med zasedbo onesposobljene nekdanje jedrske elektrarne v Černobilu in izstrelitvijo raket v bližini delujoče jedrske elektrarne v Zaporožju pozval k mednarodni razpravi o ureditvi ruske uporabe jedrskih virov in izjavil: »Nihče na svetu se ne more počutiti varno, če ve, koliko jedrskih objektov, jedrskega orožja in povezanih tehnologij ima ruska država ... Če je Rusija pozabila, kaj je Černobil, to pomeni, da je potreben globalni nadzor nad ruskimi jedrskimi objekti in jedrsko tehnologijo.« Avgusta je obstreljevanje jedrske elektrarne v Zaporožju preraslo v krizo, zaradi česar je Mednarodna agencija za jedrsko energijo izvedla izredni inšpekcijski pregled. Ukrajina je krizo označila za dejanje ruskega jedrskega terorizma.
CNBC je 19. septembra poročal, da se je Biden odzval na rusko negotovost zaradi pomanjkanja bojnega uspeha pri invaziji z naslednjo izjavo: »Predsednik Joe Biden je opozoril na 'posledični' odziv ZDA, če bi ruski predsednik Vladimir Putin uporabil jedrsko ali drugo nekonvencionalno orožje ... Na vprašanje, kaj bi rekel Putinu, če bi razmišljal o takšnem dejanju, je Biden odgovoril: 'Nikar. Nikar. Nikar.'« Po izjavi 19. septembra je Biden 21. septembra nastopil pred Združenimi narodi in nadaljeval s kritiko Putinovega jedrskega šibrenja, češ da je Putin: »odkrit, brezobziren in neodgovoren... V jedrski vojni ni mogoče zmagati in se je ne sme nikoli začeti.«

## Zunanja vpletenost

### Zunanja vojaška podpora
Med letoma 2014 in 2021 so Združeno kraljestvo, ZDA, EU in Nato Ukrajini zagotavljale večinoma nesmrtonosno vojaško pomoč. Smrtonosna vojaška podpora je bila sprva omejena. ZDA so od leta 2018 začele prodajati orožje, vključno s protitankovskimi raketami Javelin, Ukrajina pa se je leta 2019 s Turčijo dogovorila za nakup bojnih brezpilotnih letal TB2. Rusija je januarja 2022 nakopičila opremo in vojake na ukrajinskih mejah. V odgovor so ZDA sodelovale z drugimi državami članicami Nato za prenos v ZDA proizvedenega orožja v Ukrajino. Združeno kraljestvo je Ukrajini prav tako začelo dobavljati protitankovsko orožje NLAW in Javelin. Po invaziji so se države članice Nato, vključno z Nemčijo, dogovorile za dobavo orožja, Nato kot organizacija pa tega ni storil. Nato in njegove članice so prav tako zavrnile pošiljanje vojakov v Ukrajino ali vzpostavitev območja prepovedi letenja, da ne bi to sprožilo obsežnejše vojne, odločitev so nekateri označili za popuščanje.
26. februarja je ameriški državni sekretar Antony Blinken napovedal 350 milijonov dolarjev vredne smrtonosne vojaške pomoči, vključno s protioklepnimi in protiletalskimi sistemi. Naslednji dan je EU izjavila, da bo kupila 450 milijonov EUR (502 milijona USD) smrtonosne pomoči in dodatnih 50 milijonov EUR (56 milijonov USD) nesmrtonosne pomoči za Ukrajino, pri čemer bo za distribucijo skrbela Poljska. V prvem tednu invazije so države članice Nato Ukrajini dobavile več kot 17.000 kosov protitankovskega orožja; do sredine marca je bilo število ocenjeno na več kot 20.000. V treh tranšah, dogovorjenih februarja, marca in aprila 2022, se je Evropska unija zavezala k 1,5 milijardi evrov za podporo zmogljivosti in odpornosti ukrajinskih oboroženih sil ter zaščiti ukrajinskega civilnega prebivalstva v okviru evropskega mirovnega sklada.
Do 11. aprila so ZDA in njihovi zavezniki Ukrajini zagotovili približno 25.000 protizračnih in 60.000 protitankovskih sistemov. Naslednji dan naj bi Rusija prejela protitankovske rakete in RPG-je iz Irana, dobavljene prek tajnih mrež prek Iraka.
Romunija je 19. aprila 2022 napovedala načrtovano reformo vladne uredbe, ki ureja izvoz vojaškega orožja in izdelkov nacionalne obrambe, da bi to orožje zagotovila ne le zaveznicam Nato, ampak tudi Ukrajini. Ministrstvo za obrambo je pripravilo osnutek odloka, ki pravi, da je razlog za to odločitev ruska agresija zoper Ukrajino. 27. aprila je obrambni minister Vasile Dincu dejal, da je bil njegov reformni načrt prekinjen.
ZDA so 26. aprila sklicale konferenco, na kateri so se v letalski bazi Ramstein srečali predstavniki več kot 40 držav, da bi razpravljali o vojaški podpori Ukrajini.
28. aprila je ameriški predsednik Biden od kongresa zahteval dodatnih 33 milijard dolarjev za pomoč Ukrajini, vključno z 20 milijardami za dobavo orožja Ukrajini. 5. maja je ukrajinski premier Denis Šmigal sporočil, da je Ukrajina od zahodnih držav od začetka ruske invazije 24. februarja prejela več kot 12 milijard dolarjev orožja in finančne pomoči. 10. maja je Parlament sprejel zakon, ki bo Ukrajini zagotovil 40 milijard dolarjev nove pomoči. Po sentaovi potrditvi zakona je Biden zakon podpisal 21. maja.
Francoska zunanja ministrica Catherine Colonna je 30. maja napovedala dobavo dodatnih samovoznih havbičnih sistemov CAESAR, nameščenih na podvozju Renault Sherpa 5 6×6. 25. maja je vrhovni poveljnik oboroženih sil Ukrajine Valerij Zalužnij dejal, da je prva serija že na frontnih črtah in se bori proti napadalcem. 10. junija je AFU predstavnikom medijev predstavila bojne sisteme; do tega datuma so imeli ukrajinski topničarji v posesti 18 enot CAESAR.
Bela hiša je 31. maja novinarje obvestila, da bodo ZDA Ukrajini dobavile večcevne raketomete HIMARS. Nekateri analitiki pravijo, da lahko HIMARS vpliva na potek vojne. Podsekretar za obrambo politike Colin Kahl je izjavil, da bodo lahko ZDA z razvojem bojev poslale še več sistemov.
Uradnik ukrajinske vojske je 10. junija povedal, da ukrajinske sile izstrelijo od 5.000 do 6.000 topniških izstrelkov na dan, uporabljajo pa standardne izstrelke Natovega kalibra 155, ker so bili vsi njihovi topovi iz sovjetske dobe uničeni. Uradnik je dejal, da so Rusi vojno spremenili v topniški dvoboj, osredotočen na jugovzhod države. 12. junija je svetovalec ukrajinskega predsednika na Twitterju objavil seznam orožja, ki ga Ukrajina potrebuje, da bi dosegla »enakost težkega orožja«. V vrhnji vrstici je bilo napisano »1000 havbic kalibra 155 mm«. Ukrajina je trdila, da ima dovolj 155 mm streliva, primanjkuje pa ji topov, da bi jih uporabila. Dopisnik Deutsche Welle je 13. junija povedal, da je bila dobava zaloga streliva Ukrajini iz sovjetske dobe izčrpana in da vse, kar jim je preostalo dobivajo iz prijateljskih nekdanjih sovjetskih držav. Junija 2022 je Nemčija razkrila seznam vojaške pomoči Ukrajini: 1) samovozne havbice 2000 (ki so pred donacijo sedmih potrebovale vzdrževanje):1:00 2) pehotno bojno vozilo Marder;:2:30 3) glavni bojni tank Leopard-2;:4:00 4) raketomet Stinger (MANPADS)—podarjenih je bilo 500;:5:00 5) tank Geppard flak (mobilni protiletalski top) katerih obljubljenih je bilo 50, vendar junija 2022 primanjkuje streliva.:5:20
Do 21. julija 2022 je nadzorni center EUCOM-Ukrajina/Mednarodni koordinacijski center donatorjev (ECCU/IDCC), skupna celica, ki je bila ustanovljena marca 2022, usposobila 1500 pripadnikov ukrajinskih oboroženih sil za uporabo opreme, ki jo je donirala koalicija.
ZDA so zagotovile, da bodo za 16 ameriških sistemov HIMARS v Ukrajini (2. avgust 2022) zagotovile več streliva (dodatne raketne module HIMARS v mesečnih obrokih in več 155-mm havbic) v vrednosti 550 milijonov dolarjev.

8. avgusta 2022 je bil objavljen 18. ameriški predsedniški paket pomoči Ukrajini v vrednosti 1 milijardo dolarjev in je vključeval dodatne raketne module HIMARS, 75.000 nabojev 155 mm artilerijskega streliva, 20 120 mm minometnih sistemov in 20.000 nabojev 120 mm minometnega streliva, nacionalne napredne raketne sisteme zemlja-zrak (NASAMS), 1000 javelinov in več sto protitankovskega orožja AT4, 50 oklepnih vozil za zdravstveno oskrbo, mine Claymore, eksploziv C4 in medicinski material.
19. ameriški predsedniški paket pomoči Ukrajini (19. avgust 2022) znaša 775 milijonov dolarjev in vključuje dodatne raketne module HIMARS, 16 105mm havbic s 36.000 artilerijskimi naboji (s tem se dopolnjuje prispevek Združenega kraljestva, ki je v preteklosti prispevalo 105mm havbice), 1000 protioklepnih havbic, 2000 protioklepnih nabojev, ki so namenjeni švedski brezzračni puški Carl Gustaf 8,4 cm, 1500 cevnih optično sledljivih žično vodenih protitankovskih raket BGM-71 TOW, dodatne protiradiacijske rakete AGM-88 HARM, ki se izstrelijo iz zraka in so namenjene za radarje,:4:17 15 ScanEagles (UAV za vodenje ukrajinskega topništva), 40 minskoobrambnih vozil za odstranjevanje minskih polj, 50 hummerjev, taktične sisteme varne komunikacije, rušilno strelivo, naprave za nočno gledanje, sisteme za termovizijo ter optične in laserske daljinomere.
Julija 2022 je CNN poročala o ameriških nedavno deklasificiranih obveščevalnih podatkih, ki so pokazali, da so Iranci ruskim silam donirali neznano število Šahed 129 UAV bojnih brezpilotnih letalnikov.

#### Sveženj varnostne pomoči za Ukrajino
3 milijarde dolarjev ameriške varnostne pomoči Ukrajini 24. avgusta 2022 izvira iz kongresnega vira financiranja (Pobuda za varnostno pomoč Ukrajini); namesto tega bodo strelivo in drug material, kot so brezpilotna letala ScanEagle in Puma ter protiletalske rakete Vampire, dobili od dobaviteljev, ne pa s črpanjem iz zalog ameriške vlade. Ta pomoč je namenjena dolgoročnim potrebam Ukrajine. Dolgoročne dobave materiala vključujejo 6 dodatnih enot zračne obrambe NASAMS in pripadajoče naboje, do 245.000 155mm izstrelkov, do 65.000 120mm minometnih nabojev, do 24 protibaterijskih radarjev ter pripadajoče usposabljanje ter vzdrževanje. Pomoč ZDA od januarja 2021 do 24. avgusta 2022 presega 13,5 milijarde dolarjev.
Do avgusta 2022 je Združeno kraljestvo zagotovilo vojaško pomoč v vrednosti 2,3 milijarde funtov (2,8 milijarde dolarjev). To so bili trije raketni sistemi M270 za večkratno izstreljevanje, približno 5000 protitankovskih raket NLAW, »več sto« raket Brimstone, 120 oklepnih vozil, vključno z zaščitnimi patruljnimi vozili Mastiff, in težka transportna brezpilotna letala. Poleg tega 10.000 ukrajinskih vojakov v štirih bazah v Veliki Britaniji opravlja intenzivno 120-dnevno pehotno usposabljanje, ki ga izvaja večnacionalna skupina inštruktorjev.
Ameriški državni sekretar Blinken je 8. septembra 2022 napovedal 2 milijardi dolarjev pomoči Ukrajini in osemnajstim partnerjem na področju obrambne industrije. Poleg tega je ameriški obrambni minister Austin na srečanju kontaktne skupine za obrambo Ukrajine v Nemčiji napovedal 20. sveženj za vojaško pomoč Ukrajini v višini do 675 milijonov dolarjev ter razpravo o pobudah za posamezne industrijske baze kontaktne skupine za obrambo, da bi dolgoročno zaščitili suvereno ozemlje Ukrajine.
15. septembra 2022 je ameriški predsednik Biden napovedal 21. sveženj vojaške pomoči Ukrajini v vrednosti 600 milijonov dolarjev v luči ukrajinske protiofenzive v Harkovu.

### Zunanja vojaška vpletenost
Čeprav sta Nato in EU sprejela strogo politiko »brez škornjev na tleh« v podporo Ukrajini, je Ukrajina aktivno iskala prostovoljce iz drugih držav. Ukrajina je 1. marca začasno odpravila vizumske zahteve za tuje prostovoljce, ki so se želeli pridružiti boju proti ruskim silam. Do te poteze je prišlo po Zelenskijevi ustanovitvi Mednarodne legije teritorialne obrambe Ukrajine in pozval prostovoljce, naj se »pridružijo obrambi Ukrajine, Evrope in sveta«. Ukrajinski zunanji minister Dmitro Kuleba je izjavil, da se je do 6. marca v boj prostovoljno prijavilo približno 20.000 tujih državljanov iz 52 držav. Večina teh prostovoljcev se je pridružila novoustanovljeni Mednarodni legiji teritorialne obrambe Ukrajine. Donecka ljudska republika je 9. junija na smrt obsodila tri tuje prostovoljce. Dva od njih sta bila britanska državljana, eden pa je bil maroški državljan.
Tiskovni predstavnik ruskega obrambnega ministrstva Igor Konašenkov je 3. marca opozoril, da plačanci niso upravičeni do zaščite po Ženevskih konvencijah, ujeti tuji borci pa se ne bodo šteli za vojne ujetnike, ampak jih bodo preganjali kot zločince. Kmalu zatem, 11. marca, pa je Moskva sporočila, da se je 16.000 prostovoljcev z Bližnjega vzhoda pripravljenih pridružiti drugim proruskim tujim borcem poleg donbaških separatistov. Na spletu naložen videoposnetek prikazuje oborožene srednjeafriške paravojaške enote, ki pozivajo k orožju, da bi se v Ukrajini borili z ruskimi vojaki. Ameriški uradnik je 5. maja potrdil, da so ZDA posredovale »raznovrstne obveščevalne podatke« (vključno z obveščevalnimi podatki za ciljanje na bojišču v realnem času) za pomoč pri potopitvi ruske križarke Moskva.

## Žrtve
Tako ruski kot ukrajinski viri naj bi navajali previsoke številke o žrtvah nasprotnih sil in zmanjševali lastne izgube zaradi ohranjanja morale. V razkritih ameriških dokumentih je navedeno, da »prenizko poročanje o žrtvah v [ruskem] sistemu poudarja, da vojska 'še vedno nerada' sporoča slabe novice po verigi poveljevanja«. Ruske tiskovne agencije so večinoma prenehale poročati o številu ruskih smrtnih žrtev. Tako Rusija kot Ukrajina sta priznali, da sta utrpeli »znatne« oziroma »precejšnje« izgube. BBC News je poročal, da so v ukrajinske in ruske podatke o žrtvah vključeni tudi ranjeni.
Število civilnih in vojaških žrtev je bilo kot zmeraj nemogoče popolnoma natančno določiti. Agence France-Presse (AFP) je poročala, da niti ona niti neodvisni opazovalci konflikta niso mogli preveriti ruskih in ukrajinskih trditev o sovražnikovih izgubah in da sumijo, da so bile te napihanje. 12. oktobra 2022 je neodvisni ruski medijski projekt iStories, ki se sklicuje na vire blizu Kremlja, poročal, da je bilo v Ukrajini ubitih, hudo ranjenih ali pogrešanih več kot 90.000 ruskih vojakov. Rusko obramabno ministrstvo objavlja dnevna poročila o poteku t.i. "posebne vojaške operacije". Ruska državna tiskovna agencija TASS je na podlagi teh poročil v januarju 2025, število ubitih ali ranjenih vojakov na ukrajinski strani ocenila na prek enega milijona.
Medtem ko je o smrtnih žrtvah na bojišču mogoče sklepati iz različnih virov, vključno s satelitskimi posnetki vojaških akcij, je pri civilnih smrtnih žrtvah to težje. Ukrajinski obrambni minister je 16. junija 2022 za CNN povedal, da je po njegovem mnenju umrlo več deset tisoč Ukrajincev, in dodal, da upa, da je skupno število smrtnih žrtev manjše od 100.000. Samo v porušenem mestu Mariupol je bilo po mnenju ukrajinskih uradnikov ubitih najmanj 25.000 civilistov, trupla pa so odkrivali še septembra 2022. Župan je dejal, da je med obleganjem Mariupola umrlo več kot 10.000 in morda celo 20.000 civilistov ter da so ruske sile ob vstopu v mesto s seboj prinesle mobilno opremo za upepeljevanje. Raziskovalec Dan Ciuriak z inštituta C.D. Howe je avgusta 2022 ocenil število ubitih mariupolskih civilistov na 25.000, preiskava agencije AP s konca leta 2022 pa navaja do 75.000 ubitih civilistov samo na območju Mariupola. AFP navaja, da je »ključna vrzel pri štetju žrtev pomanjkanje informacij iz strani Rusije zasedenih krajev, kot je pristaniško mesto Mariupol, kjer naj bi umrlo več deset tisoč civilistov«. Urad visokega komisarja Združenih narodov za človekove pravice (OHCHR) poroča o podobnih težavah in meni, da je resnično število civilnih žrtev precej višje, kot ga je lahko potrdil.
|                                        | Število                                                  | Časovno obdobje                       | Vir                           |
| -------------------------------------- | -------------------------------------------------------- | ------------------------------------- | ----------------------------- |
| Ukrajinski civilisti                   | 11.973 ubitih, 25.943 ranjenih                           | 24. februar 2022 – 30. september 2024 | Združeni narodi (OHCHR)       |
| Ukrajinske sile (NGU)                  | 501 ubitih, 1697 ranjenih                                | 24. februar 2022 – 12. maj 2022       | Ukrajinska narodna garda      |
| Ukrajinske sile (ZSU)                  | 31.000 ubitih                                            | 24. februar 2022 – 25. februar 2025   | Urad predsednika Ukrajine     |
| Ukrajinske sile                        | 72.247 ubitih (vključno nebojne smrti, potrjeni z imeni) | 24. februar 2022 – 29. marec 2025     | Projekt UALosses              |
| Ruske sile (brez LR Doneck in Lugansk) | 101.883 ubitih (potrjeni z imeni)                        | 24. februar 2022 – 28. marec 2025     | BBC News Russian in Mediazona |
| Ruske sile (LR Doneck in Lugansk)      | 21.000–23.500 ubitih                                     | 24. februar 2022 – 30. september 2024 | BBC News Russian              |

|                      | Število                                          | Časovno obdobje                         | Vir                                       |
| -------------------- | ------------------------------------------------ | --------------------------------------- | ----------------------------------------- |
| Ukrajinski civilisti | 12.000 ubitih (potrjenih), 28.000 zajetih        | 24. februar 2022 – 17. junij 2024       | Ukrajinska vlada                          |
| Ukrajinski civilisti | 1911 ubitih, 6834 ranjenih (na območjih DLR/LLR) | 17. februar 2022 – 12. avgust 2024      | DLR in LLR                                |
| Ukrajinski civilisti | 13.287 ubitih, 19.464 ranjenih                   | 24. februar 2022 – 23. februar 2023     | Benjamin J. Radford in drugi              |
| Ukrajinske sile      | 80.000 ubitih, 400.000 ranjenih                  | 24. februar 2022 – pred septembrom 2024 | WSJ navaja zaupno ukrajinsko oceno        |
| Ukrajinske sile      | 57.500+ ubitih, 250.000+ ranjenih                | 24. februar 2022 – 10. oktober 2024     | Ocena ZDA                                 |
| Ruske sile           | 115.000 ubitih, 500.000 ranjenih                 | 24. februar 2022 – 10. oktober 2024     | Ocena ZDA                                 |
| Ruske sile           | 404.700–564.000 ubitih in ranjenih               | 24. februar 2022 – 18. oktober 2024     | BBC News Russian                          |
| Ruske sile           | 727.250+ ubitih in ranjenih                      | 24. februar 2022 – 21. november 2024    | Ocena ukrajinskega obrambnega ministrstva |
| Ruske sile           | 700.000 ubitih in ranjenih                       | 24. februar 2022 – 10. november 2024    | Ocena britanskega obrambnega ministrstva  |

## Vojni ujetniki
Uradne statistike in informirane ocene o vojnih ujetnikih se razlikujejo. V začetnih fazah invazije, 24. februarja, je Oksana Markarova, ukrajinska veleposlanica v ZDA, povedala, da se je vod 74. gardne motorizirane strelske brigade iz Kemerovske oblasti predal, češ da niso vedeli, da so bili pripeljani v Ukrajino in zadolženi za pobijanje Ukrajincev. Rusija je trdila, da je do 2. marca 2022 ujela 572 ukrajinskih vojakov, medtem ko je Ukrajina trdila, da je bilo od 20. marca v ujetju 562 ruskih vojakov. Prav tako je izpustila enega vojaka za pet svojih vojakov in zamenjala devet vojakov za pridržanega župana Melitopola.
24. marca 2022 so izmenjali 10 ruskih in 10 ukrajinskih vojakov ter 11 ruskih in 19 ukrajinskih civilnih mornarjev. 1. aprila so 86 ukrajinskih vojakov zamenjali za neznano število ruskih vojakov. The Independent je 9. junija 2022 navedel obveščevalno oceno, da je bilo zajetih več kot 5600 ukrajinskih vojakov, medtem ko se je število ruskih vojakov v ujetništvu zmanjšalo z 900 aprila na 550 po več izmenjavah ujetnikov.
Poročilo Humanitarnega raziskovalnega laboratorija šole za javno zdravje na univerzi Yale iz 25. avgusta 2022 navaja približno 21 taborišč za filtriranje ukrajinskih »civilistov, vojnih ujetnikov in drugega osebja« v okolici Donecke oblasti. Pri slikanju enega od njih, zapora Olenivka, so odkrili dve lokaciji z razdejano zemljo, ki ustreza »potencialnim grobovom«. Kaveh Khoshnood, profesor na Yale School of Public Health, je dejal: »Nepovezano pridržanje civilistov je več kot le kršitev mednarodnega humanitarnega prava—predstavlja grožnjo javnemu zdravju tistih, ki so trenutno v priporu Rusije in njenih zaveznikov.« Pogoji, ki so jih opisali osvobojeni zaporniki, vključujejo zaprtje, izpostavljenost, nezadosten dostop do sanitarij, hrane in vode, utesnjenost, elektrošoke in fizične napade.
Marca 2023 je komisar ZN za človekove pravice Volker Türk poročal, da je več kot 90 % ukrajinskih vojnih ujetnikov, ki jih je intervjuval njegov urad, ki je lahko vključil le tiste, ki so bili izpuščeni iz Rusije, povedalo, da so jih v Rusiji »mučili ali z njimi slabo ravnali, zlasti v zaporih, vključno s tako imenovanim – to je grozen izraz – 'pozdravnim pretepom' ob prihodu, pa tudi s pogostimi dejanji mučenja med priporom.«
Aprila 2023 je na različnih spletnih straneh začelo krožiti več videoposnetkov, na katerih naj bi ruski vojaki obglavljali ukrajinske vojake. Zelenski je po objavi posnetka ruske vojake primerjal z »zvermi«. Ruski uradniki so kmalu zatem sprožili preiskavo posnetka.

## Humanitarni udarec

### Begunska kriza
Vojna je povzročila največjo begunsko in humanitarno krizo v Evropi od jugoslovanskih vojn v devetdesetih letih; ZN so jo označili za najhitreje rastočo krizo po drugi svetovni vojni. Medtem ko je Rusija kopičila vojaške sile ob ukrajinski meji, so se številne sosednje vlade in humanitarne organizacije v tednih pred invazijo pripravile na množično razseljevanje. Decembra 2021 je ukrajinski obrambni minister ocenil, da bi lahko invazija prisilila razselitev od tri do pet milijonov ljudi.
prvem tednu invazije so ZN poročali, da je Ukrajino zapustilo več kot milijon beguncev; do 24. septembra se je število beguncev povečalo na 7.405.590, kar je zaradi vrnitve nekaterih beguncev manj kot osem milijonov. 20. maja je NPR poročal, da se po velikem prihodu tuje vojaške opreme v Ukrajino veliko število beguncev želi vrniti v ukrajinske regije, ki so relativno izolirane od invazijske fronte na jugovzhodu Ukrajine. Do 3. maja je bilo v Ukrajini razseljenih 8 milijonov ljudi.
Večina beguncev so bile ženske, otroci, starejši in invalidi. Večini moških ukrajinskih državljanov, starih od 18 do 60 let, je bil izstop iz Ukrajine zaradi obveznega vojaškega naborništva zavrnjen, razen če so bili odgovorni za finančno podporo treh ali več otrok, bili očetje samohranilci ali so bili starši/skrbniki invalidnih otrok. Mnogi ukrajinski moški, vključno z najstniki, so se v vsakem primeru odločili, da ostanejo v Ukrajini, da bi se pridružili uporu.
Po podatkih Visoke komisije ZN za begunce je bilo 13. maja na Poljskem 3.315.711 beguncev, v Romuniji 901.696, na Madžarskem 594.664, v Moldaviji 461.742, na Slovaškem 415.402, v Belorusiji 27.308, Rusija pa je sporočila, da jih je sprejela 800.104. Do 23. marca je na Češko prispelo več kot 300.000 beguncev. Turčija je bila še ena pomembna destinacija, saj je 22. marca zabeležila več kot 20.000 ukrajinskih beguncev, 25. aprila pa več kot 58.000. EU se je prvič v svoji zgodovini sklicevala na direktivo o začasni zaščiti, ki ukrajinskim beguncem daje pravico do življenja in dela v EU do treh let.
Ukrajina je Rusijo obtožila, da je na silo selila civiliste v »filtracijske centre« na rusko nadzorovanem ozemlju in od tam v Rusijo, kar so ukrajinski viri primerjali s izselitvijo prebivalstva v Sovjetski zvezi in ruskimi dejanji v čečenski vojni za neodvisnost. 8. aprila je Rusija trdila, da je v Rusijo evakuirala približno 121.000 prebivalcev Mariupola. RIA Novosti in ukrajinski uradniki so sporočili, da je bilo na tisoče poslanih v različna središča v mestih v Rusiji in okupirani Ukrajini, od kjer so ljudi pošiljali v gospodarsko depresivne regije Rusije. Sekretar ukrajinskega sveta za nacionalno varnost in obrambo Oleksij Danilov je dejal, da Rusija načrtuje gradnjo koncentracijskih taborišč za Ukrajince v zahodni Sibiriji, kjer bodo zaporniki prisiljeni pomagati pri gradnji novih mest.
Druga begunska kriza, ki je nastala z invazijo in zatiranjem človekovih pravic s strani ruske vlade, je povzročila beg več kot 300.000 ruskih političnih beguncev in ekonomskih migrantov, največji eksodus iz Rusije po oktobrski revoluciji leta 1917, v države kot so pribaltske države, Finska, Gruzija, Turčija in Srednja Azija. Do 22. marca je bilo ocenjeno, da je državo zapustilo od 50.000 do 70.000 visokotehnoloških delavcev in da bi jih lahko sledilo še od 70.000 do 100.000. Pojavil se je strah glede učinka bega možganov na ruski gospodarski razvoj. Nekateri so se pridružili ruskemu odporu proti Putinovemu režimu in skušali pomagati Ukrajini, nekateri pa so se soočili z diskriminacijo, ker so Rusi. Prišlo je tudi do eksodusa milijonarjev. 6. maja je The Moscow Times, ki se sklicuje na podatke FSB, poročal, da je državo zapustilo skoraj štiri milijone Rusov, čeprav ta številka ne razlikuje med izseljenci in poslovnimi oziroma turističnimi potniki. Zaradi Putinove delne mobilizacije 300.000 moških septembra za boj v »posebni vojaški operacijij e še več tisoč Rusov zapustilo državo.

### Vpliv na mednarodno oskrbo s hrano
Ukrajina je med največjimi svetovnimi kmetijskimi proizvajalci in izvozniki pšenice ter je pogosto opisana kot »žitnica Evrope«. Na začetku invazije so ruske kopenske sile hitro zavzele ukrajinsko obalo Azovskega in Črnega morja vzhodno od mesta Herson, ruska mornarica pa je uvedla blokado ukrajinskih pristanišč in zagrozila z amfibijskim napadom na pristaniško mesto Odesa. To je preprečilo izvoz ukrajinske letine žita iz leta 2021 po morju in sprožilo veliko mednarodno prehransko krizo. Organizacija ZN za prehrano in kmetijstvo je marca opozorila, da bi se lahko cene hrane na svetu zaradi vojne zvišale za do 20 %.
Ukrajina in partnerske države so si prizadevale povečati izvoz po kopnem, vendar s tem niso mogle nadomestiti izgubljene zmogljivosti pomorskega prometa. Poleg tega je Ukrajina obtožila Rusijo, da je ukradla »več sto tisoč ton žita« iz dvigal in drugih skladišč po okupirani Ukrajini ter ga prepeljala v okupirana pristanišča za izvoz. Poraz ruskih sil na Kačjem otoku 30. junija je prinesel delno olajšanje, saj je Ukrajina odprla dve pristanišči ob Donavi, Reni in Izmail.
Združeni narodi in Turčija so 22. julija posredovali pri sporazumu med Rusijo in Ukrajino o varnem izvozu ukrajinskega žita po morju, ki je znan kot črnomorska pobuda za žito. Prvo plovilo z žitom je iz Odese odplulo 1. avgusta, do 26. avgusta pa je Ukrajina po besedah predsednika Zelenskega v skladu s sporazumom izvozila 1 milijon ton žita.

### Zločini zoper kulturno dediščino
Do konca maja so ruske sile uničile ali poškodovale 250 muzejev in institucij v Ukrajini. Ocenjuje se, da je bilo izropanih 2000 umetniških predmetov, Rusija pa naj bi imela tudi posebne enote, ki izsledijo in prilastijo starine, kot so skitski artefakti iz arheoloških izkopavanj ter jih nato preselijo v Rusijo. Pomembna dediščina, ki je bila uničena med invazijo, vključuje samostan Vseh svetih v Donbasu in hišo ruskega skladatelja Petra Iljiča Čajkovskega v Trostjanecu.

## Sankcije in posledice
Zahodne države in druge so Rusiji uvedle omejene sankcije, ko je ta priznala Donbas kot neodvisno državo. Ko se je napad začel, so številne druge države uvedle sankcije, namenjene hromitvi ruskega gospodarstva. Sankcije so bile usmerjene na posameznike, banke, podjetja, denarne menjalnice, bančna nakazila, izvoz in uvoz. Sankcije so glavnim ruskim bankam prekinile dostop do sistema SWIFT, svetovnega sporočilnega omrežja za mednarodna plačila, vendar so pustile nekaj omejenega dostopa, da bi zagotovile nadaljnjo sposobnost plačevanja pošiljk plina. Sankcije so vključevale tudi zamrznitev sredstev ruske centralne banke, ki ima 630 milijard dolarjev deviznih rezerv, da bi preprečile, da bi banka izravnala učinek sankcij, in zamrznitev plinovoda Severni tok 2. Do 1. marca je skupno rusko premoženje, ki so ga zamrznile sankcije, znašalo 1 bilijon dolarjev.
Kristalina Georgieva, direktorica Mednarodnega denarnega sklada (IMF), je opozorila, da konflikt predstavlja veliko gospodarsko tveganje tako na regionalnem kot na mednarodnem nivoju. Mednarodni denarni sklad bi lahko pomagal drugim prizadetim državam, je dejala, poleg paketa posojil v višini 2,2 milijarde dolarjev za Ukrajino. David Malpass, predsednik skupine Svetovne banke, je opozoril na daljnosežne gospodarske in družbene učinke ter poročal, da banka pripravlja možnosti za znatno gospodarsko in fiskalno podporo Ukrajini in regiji. Gospodarske sankcije so prizadele Rusijo od prvega dne invazije, saj je njen delniški trg padel za 39 % (indeks RTS). Ruski rubelj je padel na rekordno nizko raven, Rusi pa so hiteli menjati valuto. Borze v Moskvi in Sankt Peterburgu so zaprte do 18. marca, kar je najdaljše zaprtje v zgodovini Rusije. S&P Global Ratings je 26. februarja znižal bonitetno oceno ruske vlade na »junk«, zaradi česar so skladi, ki zahtevajo obveznice investicijskega razreda, odložili ruski dolg, zaradi česar se je nadaljnje zadolževanje Rusije zelo otežilo. S&P Global je 11. aprila postavil Rusijo pod »selektivno plačilo« njenega zunanjega dolga, ker je vztrajala pri plačilih v rubljih. Na desetine korporacij, med njimi Unilever, McDonald's, Coca-Cola, Starbucks, Hermès, Chanel, in Prada, je prenehalo poslovati v Rusiji.
O mirovnih pogajanjih in stabilnosti mednarodnih meja so v tednu od 9. maja razpravljali na Švedskem in Finskem, ko sta njuna parlamenta zaprosila za polnopravno članstvo v Natu.
Administracija Joeja Bidna je 24. marca izdala izvršilni ukaz, s katerim je prepovedala prodajo ruskih rezerv zlata na mednarodnem trgu. Zlato je bilo ena od glavnih poti Rusije za zaščito svojega gospodarstva pred vplivom sankcij, uvedenih po priključitvi Krima leta 2014. Aprila 2022 je Rusija dobavila 45 % uvoza zemeljskega plina v EU in zaslužila 900 milijonov dolarjev na dan. Rusija je največji svetovni izvoznik zemeljskega plina, žitaric in gnojil ter med največjimi svetovnimi dobavitelji surove nafte, premoga, jekla in kovin, vključno s paladijem, platino, zlatom, kobaltom, nikljem in aluminijem. Evropska komisija je maja 2022 predlagala prepoved uvoza nafte iz Rusije. Ker so se evropski politiki odločili, da bodo uvoz ruskih fosilnih goriv nadomestili z uvozom drugih fosilnih goriv in evropsko proizvodnjo energije iz premoga, pa tudi zaradi tega, ker je Rusija »ključni dobavitelj« materialov, ki se uporabljajo za »tehnologije čiste energije«, so odzivi na vojno lahko tudi na splošno negativno vplivali na pot podnebnih emisij. Zaradi sankcij, uvedenih proti Rusiji, Moskva zdaj želi izkoristiti alternativne trgovinske poti, saj je država tako rekoč prebila vse logistične koridorje za trgovino.
Plinski spor med Rusijo in EU se je razplamtel marca 2022. Ruski Gazprom je 14. junija sporočil, da bo zmanjšal pretok plina po plinovodu Severni tok 1, ker je trdil, da Siemens ni pravočasno vrnil kompresorskih enot, ki so bile poslane v Kanado na popravilo. Razlago je izpodbijal nemški energetski regulator.
Predsednik Putin je 17. junija na mednarodnem gospodarskem forumu v Sankt Peterburgu govoril z vlagatelji o gospodarskih sankcijah in dejal, da »gospodarski blitzkrieg proti Rusiji ni imel nobenih možnosti za uspeh od samega začetka«. Nadalje je trdil, da sankcije škodijo državam, ki jih uvajajo, bolj kot škodijo Rusiji, omejitve je označil za »nore in nepremišljene«. Vlagateljem je dejal: »Vlagajte tukaj. V lastni hiši je varneje. Tisti, ki tega niso hoteli poslušati, so v tujini izgubili milijone.«
Estonija je zaradi ruske invazije v Ukrajino s trga v Narvi odstranila preostali spomenik iz sovjetskih časov. Po njegovi odstranitvi je bila Estonija deležna »najobsežnejšega kibernetskega napada« po kibernetskih napadih na Estonijo leta 2007.
Predsednik Zelenski se je 25. avgusta 2022 zahvalil predsedniku Bidenu za paket varnostne pomoči v višini 3 milijard dolarjev, ki ga je odobrila ameriška obveščevalna agencija in paket finančne pomoči Svetovne banke v višini 3 milijard dolarjev za Ukrajino. 2. septembra je predsednik Biden od kongresa zahteval 13,7 milijarde dolarjev »za opremo, obveščevalno podporo in neposredno proračunsko podporo« Ukrajini.

### Zunanje obsodbe in protesti
Invazijo je obsodila mednarodna javnost, protesti pa so potekali po vsem svetu. Generalna skupščina Združenih narodov je 2. marca sprejela resolucijo ES-11/1, v kateri je obsodila invazijo in zahtevala popoln umik ruskih sil. Mednarodno sodišče je Rusiji odredilo prekinitev vojaških operacij, Svet Evrope pa je Rusijo izključil. Številne države so proti Rusiji uvedle sankcije, ki so vplivale na rusko in svetovno gospodarstvo, Ukrajini pa so zagotovile humanitarno in vojaško pomoč Mednarodno kazensko sodišče je začelo preiskavo zločinov proti človečnosti v Ukrajini od leta 2013, pa tudi vojnih zločinov med invazijo leta 2022. 17. marca 2023 je izdalo nalog za Putinovo aretacijo in ga obtožilo za osebno kazensko odgovornost za ugrabitve in prisilno deportacijo otrok v Rusijo.

## Odzivi
Invazija je prejela široko mednarodno obsodbo vlad in medvladnih organizacij, odzivi pa so vključevali nove sankcije proti Rusiji, ki so sprožile obsežne gospodarske učinke na rusko in svetovno gospodarstvo. Evropska unija je financirala in dostavila vojaško opremo Ukrajini. Blok je uvedel tudi različne gospodarske sankcije, vključno s prepovedjo letenja ruskih letal v zračnem prostoru EU, prepovedjo sistema SWIFT za nekatere ruske banke in prepovedjo nekaterih ruskih medijev. Odzivi na invazijo so bili zelo različni in so vključevali širok spekter zadev, kot so odziv javnosti, odzivi medijev, prizadevanja za mir in preučevanje pravnih posledic invazije.
Invazijo je na mednarodni ravni obsodila širša javnost. Protesti in demonstracije so potekali po vsem svetu, tudi v Rusiji in delih Ukrajine, ki jih je zasedla Rusija. Na družbenih omrežjih so se širili pozivi k bojkotu ruskega blaga, hekerji pa so napadali ruske spletne strani, zlasti tiste, ki jih je upravljala ruska vlada. Po invaziji se je povečalo protirusko razpoloženje do Rusov, ki živijo v tujini.